# Spisak EC brojeva (EC 2)
Ovaj spisak sadrži EC brojeve druge grupe, EC 2, transferaze, uređene u numeričkom redosledu po preporuci odbora za nomenklaturu Međunarodne unije za biohemiju i molekularnu biologiju.

### EC 2.1.1: Metiltransferaze
- EC 2.1.1.1: nikotinamid N-metiltransferaza
- EC 2.1.1.2: gvanidinoacetat N-metiltransferaza
- EC 2.1.1.3: tetin—homocistein -metiltransferaza
- EC 2.1.1.4: acetilserotonin O-metiltransferaza
- EC 2.1.1.5: betain—homocistein -metiltransferaza
- EC 2.1.1.6: katehol O-metiltransferaza
- EC 2.1.1.7: nikotinat N-metiltransferaza
- EC 2.1.1.8: histamin N-metiltransferaza
- EC 2.1.1.9: tiol S-metiltransferaza
- EC 2.1.1.10: homocistein -metiltransferaza
- EC 2.1.1.11: magnezijum protoporfirin IX metiltransferaza
- EC 2.1.1.12: metionin -metiltransferaza
- EC 2.1.1.13: metionin sintaza
- EC 2.1.1.14: 5-metiltetrahidropteroiltriglutamat—homocistein -metiltransferaza
- EC 2.1.1.15: masna-kiselina O-metiltransferaza
- EC 2.1.1.16: metilin-masni-acil-fosfolipid sintaza
- EC 2.1.1.17: fosfatidiletanolamin -metiltransferaza
- EC 2.1.1.18: polisaharid O-metiltransferaza
- EC 2.1.1.19: trimetilsulfonijum—tetrahidrofolat N-metiltransferaza
- EC 2.1.1.20: glicin -metiltransferaza
- EC 2.1.1.21: metilamin—glutamat N-metiltransferaza
- EC 2.1.1.22: karnozin N-metiltransferaza
- EC 2.1.1.23: sad EC 2.1.1.124, EC 2.1.1.125 i EC 2.1.1.126
- EC 2.1.1.24: sad EC 2.1.1.77, EC 2.1.1.80 i EC 2.1.1.100
- EC 2.1.1.25: fenol O-metiltransferaza
- EC 2.1.1.26: jodofenol O-metiltransferaza
- EC 2.1.1.27: tiramin N-metiltransferaza
- EC 2.1.1.28: feniletanolamin -metiltransferaza
- EC 2.1.1.29: tRNK (citozin-5-)-metiltransferaza
- EC 2.1.1.30: obrisano
- EC 2.1.1.31: tRNK (guanin-1-)-metiltransferaza
- EC 2.1.1.32: sad EC 2.1.1.213, EC 2.1.1.214, EC 2.1.1.215 i EC 2.1.1.216
- EC 2.1.1.33: tRNK (guanin-7-)-metiltransferaza
- EC 2.1.1.34: tRNK guanozin-2'-O-metiltransferaza
- EC 2.1.1.35: tRNK (uracil-5-)-metiltransferaza
- EC 2.1.1.36: tRNK (adenin-N1-)-metiltransferaza
- EC 2.1.1.37: DNK (citozin-5-)-metiltransferaza
- EC 2.1.1.38: O-demetilpuromicin O-metiltransferaza
- EC 2.1.1.39: inozitol 3-metiltransferaza
- EC 2.1.1.40: inozitol 1-metiltransferaza
- EC 2.1.1.41: sterol 24-C-metiltransferaza
- EC 2.1.1.42: luteolin O-metiltransferaza
- EC 2.1.1.43: histon-lizin -metiltransferaza
- EC 2.1.1.44: dimetilhistidin -metiltransferaza
- EC 2.1.1.45: timidilat sintaza
- EC 2.1.1.46: izoflavon 4'-O-metiltransferaza
- EC 2.1.1.47: indolpiruvat C-metiltransferaza
- EC 2.1.1.48: rRNK (adenin-6-)-metiltransferaza
- EC 2.1.1.49: amin -metiltransferaza
- EC 2.1.1.50: loganat O-metiltransferaza
- EC 2.1.1.51: rRNK (guanin-1-)-metiltransferaza
- EC 2.1.1.52: rRNK (guanin-N2-)-metiltransferaza
- EC 2.1.1.53: putrescin N-metiltransferaza
- EC 2.1.1.54: deoksicitidilat C-metiltransferaza
- EC 2.1.1.55: tRNK (adenin-N6-)-metiltransferaza
- EC 2.1.1.56: iRNK (guanin-7-)-metiltransferaza
- EC 2.1.1.57: iRNK (nukleozid-2'-O-)-metiltransferaza
- EC 2.1.1.58: obrisano, uključeno u EC 2.1.1.57
- EC 2.1.1.59: (citohrom c)-lizin -metiltransferaza
- EC 2.1.1.60: kalmodulin-lizin -metiltransferaza
- EC 2.1.1.61: tRNK (5-metilaminometil-2-tiouridilat)-metiltransferaza
- EC 2.1.1.62: iRNK (2'-O-metiladenozin-N6-)-metiltransferaza
- EC 2.1.1.63: metilisani-DNK—(protein)-cistein -metiltransferaza
- EC 2.1.1.64: 3-demetilubikvinon-9 3-O-metiltransferaza
- EC 2.1.1.65: likodion 2'-O-metiltransferaza
- EC 2.1.1.66: rRNK (adenozin-2'-O-)-metiltransferaza
- EC 2.1.1.67: tiopurin S-metiltransferaza
- EC 2.1.1.68: kafeat O-metiltransferaza
- EC 2.1.1.69: 5-hidroksifuranokumarin 5-O-metiltransferaza
- EC 2.1.1.70: 8-hidroksifuranokumarin 8-O-metiltransferaza
- EC 2.1.1.71: fosfatidil-N-metiletanolamin -metiltransferaza
- EC 2.1.1.72: DNK-metiltransferaza (adenin-specifična)
- EC 2.1.1.73: obrisano
- EC 2.1.1.74: metilentetrahidrofolat—tRNK-(uracil-5-)-metiltransferaza
- EC 2.1.1.75: apigenin 4'-O-metiltransferaza
- EC 2.1.1.76: kvercetin 3-O-metiltransferaza
- EC 2.1.1.77: protein-L-izoaspartat(D-aspartat) O-metiltransferaza
- EC 2.1.1.78: izoorijentin 3'-O-metiltransferaza
- EC 2.1.1.79: ciklopropan-masni-acil-fosfolipid sintaza
- EC 2.1.1.80: protein-glutamat O-metiltransferaza
- EC 2.1.1.81: obrisano, uključeno u EC 2.1.1.49
- EC 2.1.1.82: 3-metilkvercetin 7-O-metiltransferaza
- EC 2.1.1.83: 3,7-dimetilkvercetin 4'-O-metiltransferaza
- EC 2.1.1.84: metilkvercetagetin 6-O-metiltransferaza
- EC 2.1.1.85: protein-histidin -metiltransferaza
- EC 2.1.1.86: tetrahidrometanopterin S-metiltransferaza
- EC 2.1.1.87: piridin N-metiltransferaza
- EC 2.1.1.88: 8-hidroksikvercetin 8-O-metiltransferaza
- EC 2.1.1.89: tetrahidrokolumbamin 2-O-metiltransferaza
- EC 2.1.1.90: metanol—5-hidroksibenzimidazolilkobamid Co-metiltransferaza
- EC 2.1.1.91: izobutiraldoksim O-metiltransferaza
- EC 2.1.1.92: bergaptol O-metiltransferaza
- EC 2.1.1.93: ksantotoksol O-metiltransferaza
- EC 2.1.1.94: tabersonin 16-O-metiltransferaza
- EC 2.1.1.95: tokoferol O-metiltransferaza
- EC 2.1.1.96: tioetar S-metiltransferaza
- EC 2.1.1.97: 3-hidroksiantranilat 4-C-metiltransferaza
- EC 2.1.1.98: diftin sintaza
- EC 2.1.1.99: 3-hidroksi-16-metoksi-2,3-dihidrotabersonin N-metiltransferaza
- EC 2.1.1.100: protein-S-izoprenilcistein O-metiltransferaza
- EC 2.1.1.101: makrocin O-metiltransferaza
- EC 2.1.1.102: demetilmakrocin O-metiltransferaza
- EC 2.1.1.103: fosfoetanolamin -metiltransferaza
- EC 2.1.1.104: kafeoil-KoA O-metiltransferaza
- EC 2.1.1.105: -benzoil-4-hidroksiantranilat 4-O-metiltransferaza
- EC 2.1.1.106: triptofan 2-C-metiltransferaza
- EC 2.1.1.107: uroporfirinogen-III C-metiltransferaza
- EC 2.1.1.108: 6-hidroksimelein O-metiltransferaza
- EC 2.1.1.109: demetilsterigmatocistin 6-O-metiltransferaza
- EC 2.1.1.110: sterigmatocistin 8-O-metiltransferaza
- EC 2.1.1.111: antranilat N-metiltransferaza
- EC 2.1.1.112: glukuronoksilan 4-O-metiltransferaza
- EC 2.1.1.113: DNK-metiltransferaza (citozin-N4-specifična)
- EC 2.1.1.114: heksaprenildihidroksibenzoat metiltransferaza
- EC 2.1.1.115: (RS)-1-benzil-1,2,3,4-tetrahidroizohinolin N-metiltransferaza
- EC 2.1.1.116: 3'-hidroksi-N-metil-(S)-koklaurin 4'-O-metiltransferaza
- EC 2.1.1.117: (S)-skoulerin 9-O-metiltransferaza
- EC 2.1.1.118: kolumbamin O-metiltransferaza
- EC 2.1.1.119: 10-hidroksidihidrosanguinarin 10-O-metiltransferaza
- EC 2.1.1.120: 12-hidroksidihidrohelirubin 12-O-metiltransferaza
- EC 2.1.1.121: 6-O-metilnorlaudanozolin 5'-O-metiltransferaza
- EC 2.1.1.122: (S)-tetrahidroprotoberberin N-metiltransferaza
- EC 2.1.1.123: (citohrom c)-metionin -metiltransferaza
- EC 2.1.1.124: (citohrom c)-arginin -metiltransferaza
- EC 2.1.1.125: histon-arginin -metiltransferaza
- EC 2.1.1.126: (mijelin bazni protein)-arginin -metiltransferaza
- EC 2.1.1.127: (ribuloza-bisfosfat karboksilaza)-lizin N-metiltransferaza
- EC 2.1.1.128: (RS)-norkoklaurin 6-O-metiltransferaza
- EC 2.1.1.129: inozitol 4-metiltransferaza
- EC 2.1.1.130: prekorin-2 C20-metiltransferaza
- EC 2.1.1.131: prekorin-3B C17-metiltransferaza
- EC 2.1.1.132: prekorin-6Y C5,15-metiltransferaza (dekarboksilacija)
- EC 2.1.1.133: prekorin-4 C11-metiltransferaza
- EC 2.1.1.134: sad EC 2.1.1.129
- EC 2.1.1.135: sad EC 1.16.1.8
- EC 2.1.1.136: hlorofenol O-metiltransferaza
- EC 2.1.1.137: arsenit metiltransferaza
- EC 2.1.1.138: obrisano
- EC 2.1.1.139: 3'-demetilstaurosporin O-metiltransferaza
- EC 2.1.1.140:-koklaurin-N-metiltransferaza
- EC 2.1.1.141: jasmonat O-metiltransferaza
- EC 2.1.1.142: cikloartenol 24-C-metiltransferaza
- EC 2.1.1.143: 24-metilensterol C-metiltransferaza
- EC 2.1.1.144: trans-akonitrat 2-metiltransferaza
- EC 2.1.1.145: trans-akonitrat 3-metiltransferaza
- EC 2.1.1.146: (izo)eugenol O-metiltransferaza
- EC 2.1.1.147: koridalin sintaza
- EC 2.1.1.148: timidilat sintaza (FAD)
- EC 2.1.1.149: miricetin O-metiltransferaza
- EC 2.1.1.150: izoflavon 7-O-metiltransferaza
- EC 2.1.1.151: kobalt-faktor II C20-metiltransferaza
- EC 2.1.1.152: prekorin-6A sintaza (deacetilacija)
- EC 2.1.1.153: viteksin 2"-O-ramnozid 7-O-metiltransferaza
- EC 2.1.1.154: izolikviritigenin 2'-O-metiltransferaza
- EC 2.1.1.155: kempferol 4'-O-metiltransferaza
- EC 2.1.1.156: glicin/sarkozin N-metiltransferaza
- EC 2.1.1.157: sarkozin/dimetilglicin -metiltransferaza
- EC 2.1.1.158: 7-metilksantozin sintaza
- EC 2.1.1.159: teobromin sintaza
- EC 2.1.1.160: kafein sintaza
- EC 2.1.1.161: dimetilglicin N-metiltransferaza
- EC 2.1.1.162: glicin/sarkozin/dimetilglicin N-metiltransferaza
- EC 2.1.1.163: demetilmenahinon metiltransferaza
- EC 2.1.1.164: demetilrebekamicin-D-glukoza O-metiltransferaza
- EC 2.1.1.165: metil halid transferaza
- EC 2.1.1.166: 23S rRNK (uridin2552-2'-O)-metiltransferaza
- EC 2.1.1.167: 27S pre-rRNK (guanozin2922-2'-O)-metiltransferaza
- EC 2.1.1.168: 21S rRNK (uridin2791-2'-O)-metiltransferaza
- EC 2.1.1.169: tricetin 3',4',5'-O-trimetiltransferaza
- EC 2.1.1.170: 16S rRNK (guanin527-N7)-metiltransferaza
- EC 2.1.1.171: 16S rRNK (guanin966-N2)-metiltransferaza
- EC 2.1.1.172: 16S rRNK (guanin1207-N2)-metiltransferaza
- EC 2.1.1.173: 23S rRNK (guanin2445-N2)-metiltransferaza
- EC 2.1.1.174: 23S rRNK (guanin1835-N2)-metiltransferaza
- EC 2.1.1.175: tricin sintaza
- EC 2.1.1.176: 16S rRNK (citozin967-C5)-metiltransferaza
- EC 2.1.1.177: 23S rRNK (pseudouridin1915-N3)-metiltransferaza
- EC 2.1.1.178: 16S rRNK (citozin1407-C5)-metiltransferaza
- EC 2.1.1.179: 16S rRNK (guanin1405-N7)-metiltransferaza
- EC 2.1.1.180: 16S rRNK (adenin1408-N1)-metiltransferaza
- EC 2.1.1.181: 23S rRNK (adenin1618-N6)-metiltransferaza
- EC 2.1.1.182: 16S rRNK (adenin1518-N6/adenin1519-N6)-dimetiltransferaza
- EC 2.1.1.183: 18S rRNK (adenin1779-N6/adenin1780-N6)-dimetiltransferaza
- EC 2.1.1.184: 23S rRNK (adenin2085-N6)-dimetiltransferaza
- EC 2.1.1.185: 23S rRNK (guanozin2251-2'-O)-metiltransferaza
- EC 2.1.1.186: 23S rRNK (citidin2498-2'-O)-metiltransferaza
- EC 2.1.1.187: 23S rRNK (guanin745-N1)-metiltransferaza
- EC 2.1.1.188: 23S rRNK (guanin748-N1)-metiltransferaza
- EC 2.1.1.189: 23S rRNK (uracil747-C5)-metiltransferaza
- EC 2.1.1.190: 23S rRNK (uracil1939-C5)-metiltransferaza
- EC 2.1.1.191: 23S rRNK (citozin1962-C5)-metiltransferaza
- EC 2.1.1.192: 23S rRNK (adenin2503-C2)-metiltransferaza
- EC 2.1.1.193: 16S rRNK (uracil1498-N3)-metiltransferaza
- EC 2.1.1.194: 23S rRNK (adenin2503-C2,C8)-dimetiltransferaza
- EC 2.1.1.195: kobalt-prekorin-5B (C1)-metiltransferaza
- EC 2.1.1.196: kobalt-prekorin-7 (C15)-metiltransferaza (dekarboksilacija)
- EC 2.1.1.197: malonil-KoA O-metiltransferaza
- EC 2.1.1.198: 16S rRNK (citidin1402-2'-O)-metiltransferaza
- EC 2.1.1.199: 16S rRNK (citozin1402-N4)-metiltransferaza
- EC 2.1.1.200: tRNK (citidin32/uridin32-2'-O)-metiltransferaza
- EC 2.1.1.201: 2-metoksi-6-poliprenil-1,4-benzohinol metilaza
- EC 2.1.1.202: multisite-specifična tRNK:(citozin-C5)-metiltransferaza
- EC 2.1.1.203: tRNK (citozin34-C5)-metiltransferaza
- EC 2.1.1.204: tRNK (citozin38-C5)-metiltransferaza
- EC 2.1.1.205: tRNK (citidin32/guanozin34-2'-O)-metiltransferaza
- EC 2.1.1.206: tRNK (citidin56-2'-O)-metiltransferaza
- EC 2.1.1.207: tRNK (citidin34-2'-O)-metiltransferaza
- EC 2.1.1.208: 23S rRNK (uridin2479-2'-O)-metiltransferaza
- EC 2.1.1.209: 23S rRNK (guanin2535-N1)-metiltransferaza
- EC 2.1.1.210: demetilsferoiden O-metiltransferaza
- EC 2.1.1.211: tRNKSer (uridin44-2'-O)-metiltransferaza
- EC 2.1.1.212: 2,7,4'-trihidroksiizoflavanon 4'-O-metiltransferaza
- EC 2.1.1.213: tRNK (guanin10-N2)-dimetiltransferaza
- EC 2.1.1.214: tRNK (guanin10-N2)-metiltransferaza
- EC 2.1.1.215: tRNK (guanin26-N2/guanin27-N2)-dimetiltransferaza
- EC 2.1.1.216: tRNK (guanin26-N2)-dimetiltransferaza
- EC 2.1.1.217: tRNK (adenin22-N1)-metiltransferaza
- EC 2.1.1.218: tRNK (adenin9-N1)-metiltransferaza
- EC 2.1.1.219: tRNK (adenin57-N1/adenin58-N1)-metiltransferaza
- EC 2.1.1.220: tRNK (adenin58-N1)-metiltransferaza
- EC 2.1.1.221: tRNK (guanin9-N1)-metiltransferaza
- EC 2.1.1.222: 2-poliprenil-6-hidroksifenil metilaza
- EC 2.1.1.223: tRNK1Val (adenin37-N6)-metiltransferaza
- EC 2.1.1.224: 23S rRNK (adenin2503-C8)-metiltransferaza
- EC 2.1.1.225: tRNK:m4X modifikacioni enzim
- EC 2.1.1.226: 23S rRNK (citidin1920-2'-O)-metiltransferaza
- EC 2.1.1.227: 16S rRNK (citidin1409-2'-O)-metiltransferaza
- EC 2.1.1.228: tRNK (guanin37-N1)-metiltransferaza
- EC 2.1.1.229: tRNK (karboksimetiluridin34-5-O)-metiltransferaza
- EC 2.1.1.230: 23S rRNK (adenozin1067-2'-O)-metiltransferaza
- EC 2.1.1.231: flavonoid 4'-O-metiltransferaza
- EC 2.1.1.232: naringenin 7-O-metiltransferaza
- EC 2.1.1.233: (fosfataza 2A protein)-leucin-karboksi metiltransferaza
- EC 2.1.1.234: dTDP-3-amino-3,4,6-tridezoksi-alfa-D-glukopiranoza N,N-dimetiltransferaza
- EC 2.1.1.235: dTDP-3-amino-3,6-didezoksi-alfa-D-glukopiranoza N,N-dimetiltransferaza
- EC 2.1.1.236: dTDP-3-amino-3,6-didezoksi-alfa-D-galaktopiranoza N,N-dimetiltransferaza
- EC 2.1.1.237: micinamicin III 3''-O-metiltransferaza
- EC 2.1.1.238: micinamicin VI 2''-O-metiltransferaza
- EC 2.1.1.239: L-olivozil-oleandolid 3-O-metiltransferaza
- EC 2.1.1.240: trans-resveratrol di-O-metiltransferaza
- EC 2.1.1.241: 2,4,7-trihidroksi-1,4-benzoksazin-3-on-glukozid 7-O-metiltransferaza
- EC 2.1.1.242: 16S rRNK (guanin1516-N2)-metiltransferaza
- EC 2.1.1.243: 2-ketoarginin metiltransferaza
- EC 2.1.1.244: protein N-terminal metiltransferaza
- EC 2.1.1.245: 5-metiltetrahidrosarcinapterin:korinoid/gvožđe-sumpor protein Co-metiltransferaza
- EC 2.1.1.246: (metil-Co(III) metanol-specifični korinoid protein):koenzim M metiltransferaza
- EC 2.1.1.247: (metil-Co(III) metilamin-specifični korinoid protein):koenzim M metiltransferaza
- EC 2.1.1.248: metilamin-korinoid protein Co-metiltransferaza
- EC 2.1.1.249: dimetilamin-korinoid protein Co-metiltransferaza
- EC 2.1.1.250: trimetilamin-korinoid protein Co-metiltransferaza
- EC 2.1.1.251: metilisana-tiol-koenzim M metiltransferaza
- EC 2.1.1.252: tetrametilamonijum-korinoidni protein Co-metiltransferaza
- EC 2.1.1.253: (metil-Co(III) tetrametilamonijum-specifični korinoidni protein):koenzim M metiltransferaza
- EC 2.1.1.254: eritromicin 3''-O-metiltransferaza
- EC 2.1.1.255: geranil difosfat 2-C-metiltransferaza
- EC 2.1.1.256: tRNK (guanin6-N2)-metiltransferaza
- EC 2.1.1.257: tRNK (pseudouridin54-N1)-metiltransferaza
- EC 2.1.1.258: 5-metiltetrahidrofolat:korinoid/gvožđe-sumpor protein Co-metiltransferaza
- EC 2.1.1.259: (fruktoza-bisfosfat aldolaza)-lizin N-metiltransferaza
- EC 2.1.1.260: rRNK mala podjedinica pseudouridinske metiltransferaze Nep1
- EC 2.1.1.261: 4-dimetilaliltriptofan N-metiltransferaza
- EC 2.1.1.262: skvalen metiltransferaza
- EC 2.1.1.263: botriokocen C-metiltransferaza
- EC 2.1.1.264: 23S rRNK (guanin2069-N7)-metiltransferaza
- EC 2.1.1.265: telurit metiltransferaza

### EC 2.1.2: Hidroksimetil-, formil- i srodne transferaze
- EC 2.1.2.1: glicin hidroksimetiltransferaza
- EC 2.1.2.2: fosforibozilglicinamid formiltransferaza
- EC 2.1.2.3: fosforibozilaminoimidazolkarboksamid formiltransferaza
- EC 2.1.2.4: glicin formiminotransferaza
- EC 2.1.2.5: glutamat formiminotransferaza
- EC 2.1.2.6: obrisano, uključeno u EC 2.1.2.5
- EC 2.1.2.7: -alanin 2-hidroksimetiltransferaza
- EC 2.1.2.8: dezoksicitidilat 5-hidroksimetiltransferaza
- EC 2.1.2.9: metionil-tRNK formiltransferaza
- EC 2.1.2.10: aminometiltransferaza
- EC 2.1.2.11: 3-metil-2-oksobutanoat hidroksimetiltransferaza
- EC 2.1.2.12: sad EC 2.1.1.74
- EC 2.1.2.13: UDP-4-amino-4-dezoksi-L-arabinoza formiltransferaza

### EC 2.1.3: Karboksi- i karbamoiltransferaze
- EC 2.1.3.1: metilmalonil-KoA karboksitransferaza
- EC 2.1.3.2: aspartat karbamoiltransferaza
- EC 2.1.3.3: ornitin karbamoiltransferaza
- EC 2.1.3.4: obrisano
- EC 2.1.3.5: oksamat karbamoiltransferaza
- EC 2.1.3.6: putrescin karbamoiltransferaza
- EC 2.1.3.7: 3-hidroksimetilcefem karbamoiltransferaza
- EC 2.1.3.8: lizin karbamoiltransferaza
- EC 2.1.3.9: N-acetilornitin karbamoiltransferaza
- EC 2.1.3.10: malonil-S-ACP:biotin-protein karboksiltransferaza
- EC 2.1.3.11: N-sukcinilornitin karbamoiltransferaza

### EC 2.1.4: Amidinotransferaze
- EC 2.1.4.1: glicin amidinotransferaza
- EC 2.1.4.2: inozamin-fosfat amidinotransferaza

## EC 2.2: Transfer aldehidnih ili ketonskih grupa

### EC 2.2.1: Transketolaze i transaldolaze
- EC 2.2.1.1: transketolaza
- EC 2.2.1.2: transaldolaza
- EC 2.2.1.3: formaldehid transketolaza
- EC 2.2.1.4: acetoin—riboza-5-fosfat transaldolaza
- EC 2.2.1.5: 2-hidroksi-3-oksoadipat sintaza
- EC 2.2.1.6: acetolaktat sintaza
- EC 2.2.1.7: 1-dezoksi-D-ksiluloza-5-fosfat sintaza
- EC 2.2.1.8: fluorotreonin transaldolaza
- EC 2.2.1.9: 2-sukcinil-5-enolpiruvil-6-hidroksi-3-cikloheksen-1-karboksilna-kiselina sintaza
- EC 2.2.1.10: 2-amino-3,7-didezoksi-D-treo-hept-6-ulosonat sintaza
- EC 2.2.1.11: 6-dezoksi-5-ketofruktoza 1-fosfat sintaza

## EC 2.3: Aciltransferaze

### EC 2.3.1: Transfer grupa koje nisu amino-acil grupa
- EC 2.3.1.1: amino-kiselina -acetiltransferaza
- EC 2.3.1.2: imidazol N-acetiltransferaza
- EC 2.3.1.3: glukozamin -acetiltransferaza
- EC 2.3.1.4: glukozamin-fosfat -acetiltransferaza
- EC 2.3.1.5: arilamin N-acetiltransferaza
- EC 2.3.1.6: holin O-acetiltransferaza
- EC 2.3.1.7: karnitin O-acetiltransferaza
- EC 2.3.1.8: fosfat acetiltransferaza
- EC 2.3.1.9: acetil-KoA C-acetiltransferaza
- EC 2.3.1.10: hidrogen-sulfid S-acetiltransferaza
- EC 2.3.1.11: tioetanolamin S-acetiltransferaza
- EC 2.3.1.12: dihidrolipoilizin-ostatak acetiltransferaza
- EC 2.3.1.13: glicin N-aciltransferaza
- EC 2.3.1.14: glutamin N-fenilacetiltransferaza
- EC 2.3.1.15: glicerol-3-fosfat O-aciltransferaza
- EC 2.3.1.16: acetil-KoA C-aciltransferaza
- EC 2.3.1.17: aspartat N-acetiltransferaza
- EC 2.3.1.18: galaktozid O-acetiltransferaza
- EC 2.3.1.19: fosfat butiriltransferaza
- EC 2.3.1.20: diacilglicerol O-aciltransferaza
- EC 2.3.1.21: karnitin O-palmitoiltransferaza
- EC 2.3.1.22: 2-acilglicerol O-aciltransferaza
- EC 2.3.1.23: 1-acilglicerofosfoholin O-aciltransferaza
- EC 2.3.1.24: sfingozin N-aciltransferaza
- EC 2.3.1.25: plazmalogen sintaza
- EC 2.3.1.26: sterol O-aciltransferaza
- EC 2.3.1.27: kortizol O-acetiltransferaza
- EC 2.3.1.28: hloramfenikol O-acetiltransferaza
- EC 2.3.1.29: glicin C-acetiltransferaza
- EC 2.3.1.30: serin O-acetiltransferaza
- EC 2.3.1.31: homoserin O-acetiltransferaza
- EC 2.3.1.32: lizin N-acetiltransferaza
- EC 2.3.1.33: histidin N-acetiltransferaza
- EC 2.3.1.34: D-triptofan N-acetiltransferaza
- EC 2.3.1.35: glutamat N-acetiltransferaza
- EC 2.3.1.36: D-amino-kiselina -acetiltransferaza
- EC 2.3.1.37: 5-aminolevulinat sintaza
- EC 2.3.1.38: (acil-nosilac-protein) S-acetiltransferaza
- EC 2.3.1.39: (acil-nosilac-protein) S-maloniltransferaza
- EC 2.3.1.40: acil-(acil-nosilac-protein)—fosfolipid O-aciltransferaza
- EC 2.3.1.41: 3-oksoacil-(acil-nosilac-protein) sintaza
- EC 2.3.1.42: gliceron-fosfat O-aciltransferaza
- EC 2.3.1.43: fosfatidilholin—sterol O-aciltransferaza
- EC 2.3.1.44: -acetilneuraminat 4-O-acetiltransferaza
- EC 2.3.1.45: -acetilneuraminat 7-O(ili 9-O)-acetiltransferaza
- EC 2.3.1.46: homoserin O-sukciniltransferaza
- EC 2.3.1.47: 8-amino-7-oksononanoat sintaza
- EC 2.3.1.48: histon acetiltransferaza
- EC 2.3.1.49: deacetil-(citrat-(pro-3S)-lijaza) S-acetiltransferaza
- EC 2.3.1.50: serin C-palmitoiltransferaza
- EC 2.3.1.51: 1-acilglicerol-3-fosfat O-aciltransferaza
- EC 2.3.1.52: 2-acilglicerol-3-fosfat O-aciltransferaza
- EC 2.3.1.53: fenilalanin N-acetiltransferaza
- EC 2.3.1.54: format C-acetiltransferaza
- EC 2.3.1.55: sad EC 2.3.1.82
- EC 2.3.1.56: aromatični-hidroksilamin O-acetiltransferaza
- EC 2.3.1.57: diamin N-acetiltransferaza
- EC 2.3.1.58: 2,3-diaminopropionat N-oksaliltransferaza
- EC 2.3.1.59: gentamicin 2'-N-acetiltransferaza
- EC 2.3.1.60: gentamicin 3'-N-acetiltransferaza
- EC 2.3.1.61: dihidrolipoilizinski-ostatak sukciniltransferaza
- EC 2.3.1.62: 2-acilglicerofosfoholin O-aciltransferaza
- EC 2.3.1.63: 1-alkilglicerofosfoholin O-aciltransferaza
- EC 2.3.1.64: agmatin N4-cumaroiltransferaza
- EC 2.3.1.65: žučna kiselina-KoA:aminokiselina N-aciltransferaza
- EC 2.3.1.66: leucin N-acetiltransferaza
- EC 2.3.1.67: 1-alkilglicerofosfoholin O-acetiltransferaza
- EC 2.3.1.68: glutamin N-aciltransferaza
- EC 2.3.1.69: monoterpenol O-acetiltransferaza
- EC 2.3.1.70: CDP-acilglicerol O-arahidonoiltransferaza
- EC 2.3.1.71: glicin N-benzoiltransferaza
- EC 2.3.1.72: indolacetilglukoza—inozitol O-aciltransferaza
- EC 2.3.1.73: diacilglicerol—sterol O-aciltransferaza
- EC 2.3.1.74: naringenin-halkon sintaza
- EC 2.3.1.75: dugolančani-alkohol O-masna-aciltransferaza
- EC 2.3.1.76: retinol O-masna-aciltransferaza
- EC 2.3.1.77: triacilglicerol—sterol O-aciltransferaza
- EC 2.3.1.78: heparan-a-glukozaminid N-acetiltransferaza
- EC 2.3.1.79: maltoza O-acetiltransferaza
- EC 2.3.1.80: cistein-S-konjugat N-acetiltransferaza
- EC 2.3.1.81: aminoglikozid N3'-acetiltransferaza
- EC 2.3.1.82: aminoglikozid N6'-acetiltransferaza
- EC 2.3.1.83: fosfatidilholin—dolihol O-aciltransferaza
- EC 2.3.1.84: alkohol O-acetiltransferaza
- EC 2.3.1.85: masna-kiselina sintaza
- EC 2.3.1.86: masna-acil-KoA sintaza
- EC 2.3.1.87: aralkilamin N-acetiltransferaza
- EC 2.3.1.88: peptid a-N-acetiltransferaza
- EC 2.3.1.89: tetrahidrodipikolinat N-acetiltransferaza
- EC 2.3.1.90: b-glukogalin O-galoiltransferaza
- EC 2.3.1.91: sinapoilglukoza—holin O-sinapoiltransferaza
- EC 2.3.1.92: sinapoilglukoza—malat O-sinapoiltransferaza
- EC 2.3.1.93: 13-hidroksilupinin O-tigloiltransferaza
- EC 2.3.1.94: eritronolid sintaza
- EC 2.3.1.95: trihidroksistilben sintaza
- EC 2.3.1.96: glikoprotein N-palmitoiltransferaza
- EC 2.3.1.97: glicilpeptid N-tetradekanoiltransferaza
- EC 2.3.1.98: hlorogenat—glukarat O-hidroksicinamoiltransferaza
- EC 2.3.1.99: hinat O-hidroksicinamoiltransferaza
- EC 2.3.1.100: (mijelin-proteolipid) O-palmitoiltransferaza
- EC 2.3.1.101: formilmetanofuran—tetrahidrometanopterin N-formiltransferaza
- EC 2.3.1.102: N6-hidroksilizin O-acetiltransferaza
- EC 2.3.1.103: sinapoilglukoza—sinapoilglukoza O-sinapoiltransferaza
- EC 2.3.1.104: 1-alkenilglicerofosfoholin O-aciltransferaza
- EC 2.3.1.105: alkilglicerofosfat 2-O-acetiltransferaza
- EC 2.3.1.106: tartronat O-hidroksicinamoiltransferaza
- EC 2.3.1.107: deacetilvindolin O-acetiltransferaza
- EC 2.3.1.108: a-tubulin N-acetiltransferaza
- EC 2.3.1.109: arginin N-sukciniltransferaza
- EC 2.3.1.110: tiramin N-feruloyltransferaza
- EC 2.3.1.111: mikocerosat sintaza
- EC 2.3.1.112: -triptofan N-maloniltransferaza
- EC 2.3.1.113: antranilat N-maloniltransferaza
- EC 2.3.1.114: 3,4-dihloroanilin N-maloniltransferaza
- EC 2.3.1.115: izoflavon-7-O-b-glukozid 6"-O-maloniltransferaza
- EC 2.3.1.116: flavonol-3-O-b-glukozid O-maloniltransferaza
- EC 2.3.1.117: 2,3,4,5-tetrahidropiridin-2,6-dikarboksilat N-sukciniltransferaza
- EC 2.3.1.118: N-hidroksiarilamin O-acetiltransferaza
- EC 2.3.1.119: ikosanoil-KoA sintaza
- EC 2.3.1.120: obrisano
- EC 2.3.1.121: 1-alkenilglicerofosfoetanolamin O-aciltransferaza
- EC 2.3.1.122: trehaloza O-mikoliltransferaza
- EC 2.3.1.123: dolihol O-aciltransferaza
- EC 2.3.1.124: obrisano
- EC 2.3.1.125: 1-alkil-2-acetilglicerol O-aciltransferaza
- EC 2.3.1.126: izocitrat O-dihidroksicinamoiltransferaza
- EC 2.3.1.127: ornitin N-benzoiltransferaza
- EC 2.3.1.128: ribozomalna-protein-alanin N-acetiltransferaza
- EC 2.3.1.129: acil-(acil-nosilac-protein)—UDP-N-acetilglukozamin O-aciltransferaza
- EC 2.3.1.130: galaktarat O-hidroksicinamoiltransferaza
- EC 2.3.1.131: glukarat O-hidroksicinamoiltransferaza
- EC 2.3.1.132: glukarolakton O-hidroksicinamoiltransferaza
- EC 2.3.1.133: šikimat O-hidroksicinamoiltransferaza
- EC 2.3.1.134: galaktolipid O-aciltransferaza
- EC 2.3.1.135: fosfatidilholin—retinol O-aciltransferaza
- EC 2.3.1.136: polisijalinska-kiselina O-acetiltransferaza
- EC 2.3.1.137: karnitin O-octanoyltransferaza
- EC 2.3.1.138: putrescin N-hidroksicinamoiltransferaza
- EC 2.3.1.139: ekdizon O-aciltransferaza
- EC 2.3.1.140: rozmarinat sintaza
- EC 2.3.1.141: galaktosilacilglicerol O-aciltransferaza
- EC 2.3.1.142: glikoprotein O-masna-aciltransferaza
- EC 2.3.1.143: b-glukogalin—tetrakisgaloilglukoza O-galoiltransferaza
- EC 2.3.1.144: antranilat N-benzoiltransferaza
- EC 2.3.1.145: piperidin N-piperoiltransferaza
- EC 2.3.1.146: pinosilvin sintaza
- EC 2.3.1.147: glicerofosfolipid arahidonoil-transferaza (KoA-nezavisna)
- EC 2.3.1.148: glicerofosfolipid aciltransferaza (KoA-zavisna)
- EC 2.3.1.149: trombocit-aktivirajući faktor acetiltransferaza
- EC 2.3.1.150: salutaridinol 7-O-acetiltransferaza
- EC 2.3.1.151: benzofenon sintaza
- EC 2.3.1.152: alkohol O-cinamoiltransferaza
- EC 2.3.1.153: antocijanin 5-aromatična aciltransferaza
- EC 2.3.1.154: propionil-KoA C2-trimetiltridekanoiltransferaza
- EC 2.3.1.155: acetil-KoA C-miristoiltransferaza
- EC 2.3.1.156: floroizovalerofenon sintaza
- EC 2.3.1.157: glukozamin-1-fosfat -acetiltransferaza
- EC 2.3.1.158: fosfolipid:diacilglicerol aciltransferaza
- EC 2.3.1.159: akridon sintaza
- EC 2.3.1.160: vinorin sintaza
- EC 2.3.1.161: lovastatin nonaketid sintaza
- EC 2.3.1.162: taksadien-5a-ol O-acetiltransferaza
- EC 2.3.1.163: 10-hidroksitaksan O-acetiltransferaza
- EC 2.3.1.164: izopenicilin-N N-aciltransferaza
- EC 2.3.1.165: 6-metilsalicilna kiselina sintaza
- EC 2.3.1.166: 2a-hidroksitaksan 2-O-benzoiltransferaza
- EC 2.3.1.167: 10-deacetilbakatin III 10-O-acetiltransferaza
- EC 2.3.1.168: dihidrolipoilizinski-ostatak (2-metilpropanoil)transferaza
- EC 2.3.1.169: CO-metilirajuća acetil-KoA sintaza
- EC 2.3.1.170: 6'-dezoksihalkon sintaza
- EC 2.3.1.171: antocijanin 6"-O-maloniltransferaza
- EC 2.3.1.172: Antocijanin 5-O-glukozid 6'''-O-maloniltransferaza
- EC 2.3.1.173: flavonol-3-O-triglukozid O-kumaroiltransferaza
- EC 2.3.1.174: 3-oksoadipil-KoA tiolaza
- EC 2.3.1.175: deacetilcefalosporin-C acetiltransferaza
- EC 2.3.1.176: propanoil-KoA C-aciltransferaza
- EC 2.3.1.177: 3,5-dihidroksibifenil sintaza
- EC 2.3.1.178: diaminobutirat acetiltransferaza
- EC 2.3.1.179: beta-ketoacil-(acil-nosilac-protein) sintaza II
- EC 2.3.1.180: beta-ketoacil-(acil-nosilac-protein) sintaza III
- EC 2.3.1.181: lipoil (oktanoil) transferaza
- EC 2.3.1.182: (R)-citramalat sintaza
- EC 2.3.1.183: fosfinotricin acetiltransferaza
- EC 2.3.1.184: acil-homoserin-lakton sintaza
- EC 2.3.1.185: tropin aciltransferaza
- EC 2.3.1.186: pseudotropin aciltransferaza
- EC 2.3.1.187: acetil-S-ACP:malonat ACP transferaza
- EC 2.3.1.188: omega-hidroksipalmitat O-feruloil transferaza
- EC 2.3.1.189: mikotiol sintaza
- EC 2.3.1.190: acetoin dehidrogenaza
- EC 2.3.1.191: UDP-3-O-(3-hidroksimiristoil)glukozamin N-aciltransferaza
- EC 2.3.1.192: glicin N-fenilacetiltransferaza
- EC 2.3.1.193: tRNKMet citidin acetiltransferaza
- EC 2.3.1.194: acetoacetil-KoA sintaza
- EC 2.3.1.195: (Z)-3-heksen-1-ol acetiltransferaza
- EC 2.3.1.196: benzil alkohol O-benzoiltransferaza
- EC 2.3.1.197: dTDP-3-amino-3,6-didezoksi-alfa-D-galaktopiranoza 3-N-acetiltransferaza
- EC 2.3.1.198: glicerol-3-fosfat 2-O-aciltransferaza
- EC 2.3.1.199: dugolančana 3-oksoacil-KoA sintaza
- EC 2.3.1.200: lipoil amidotransferaza
- EC 2.3.1.201: UDP-2-acetamido-3-amino-2,3-didezoksi-glukuronat N-acetiltransferaza
- EC 2.3.1.202: UDP-4-amino-4,6-didezoksi-N-acetil-beta-L-altrozamin N-acetiltransferaza
- EC 2.3.1.203: UDP-4-amino-4,6-didezoksi-N-acetil-alfa-D-glukozamin N-acetiltransferaza
- EC 2.3.1.204: oktanoil-(GcvH):protein N-oktanoiltransferaza
- EC 2.3.1.205: fumigaklavin B O-acetiltransferaza
- EC 2.3.1.206: 3,5,7-trioksododekanoil-KoA sintaza
- EC 2.3.1.207: beta-ketodekanoil-(acil-nosilac-protein) sintaza
- EC 2.3.1.208: 4-hidroksikumarin sintaza
- EC 2.3.1.209: dTDP-4-amino-4,6-didezoksi-D-glukoza aciltransferaza
- EC 2.3.1.210: dTDP-4-amino-4,6-didezoksi-D-galaktoza aciltransferaza

### EC 2.3.2: Aminoaciltransferaze
- EC 2.3.2.1: -glutamiltransferaza
- EC 2.3.2.2: g-glutamiltransferaza
- EC 2.3.2.3: liziltransferaza
- EC 2.3.2.4: g-glutamilciklotransferaza
- EC 2.3.2.5: glutaminil-peptid ciklotransferaza
- EC 2.3.2.6: leuciltransferaza
- EC 2.3.2.7: aspartiltransferaza
- EC 2.3.2.8: arginiltransferaza
- EC 2.3.2.9: agaritin g-glutamiltransferaza
- EC 2.3.2.10: UDP-N-acetilmuramoilpentapeptid-lizin N6-alaniltransferaza
- EC 2.3.2.11: alanilfosfatidilglicerol sintaza
- EC 2.3.2.12: peptidiltransferaza
- EC 2.3.2.13: protein-glutamin g-glutamiltransferaza
- EC 2.3.2.14: -alanin g-glutamiltransferaza
- EC 2.3.2.15: glutation g-glutamilcisteiniltransferaza
- EC 2.3.2.16: lipid II:glicin gliciltransferaza
- EC 2.3.2.17: N-acetilmuramoil-L-alanil-D-glutamil-L-lizil-(N6-glicil)-D-alanil-D-alanin-difosfoundekaprenil-N-acetilglukozamin:glicin gliciltransferaza
- EC 2.3.2.18: N-acetilmuramoil-L-alanil-D-glutamil-L-lizil-(N6-triglicin)-D-alanil-D-alanin-difosfoundekaprenil-N-acetilglukozamin:glicin gliciltransferaza
- EC 2.3.2.19: ribostamicin:4-(gama-L-glutamilamino)-(S)-2-hidroksibutanoil-(BtrI acil-nosilac protein) 4-(gama-L-glutamilamino)-(S)-2-hidroksibutanoat transferaza

### EC 2.3.3: Acil grupe konvertovane u alkil pri transferu
- EC 2.3.3.1: citrat-sintaza
- EC 2.3.3.2: decilcitrat sintaza
- EC 2.3.3.3: citrat-sintaza
- EC 2.3.3.4: decilhomocitrat sintaza
- EC 2.3.3.5: 2-metilcitrat sintaza
- EC 2.3.3.6: 2-etilmalat sintaza
- EC 2.3.3.7: 3-etilmalat sintaza
- EC 2.3.3.8: ATP citrat sintaza
- EC 2.3.3.9: malat sintaza
- EC 2.3.3.10: hidroksimetilglutaril-KoA sintaza
- EC 2.3.3.11: 2-hidroksiglutarat sintaza
- EC 2.3.3.12: 3-propilmalat sintaza
- EC 2.3.3.13: 2-izopropilmalat sintaza
- EC 2.3.3.14: homocitrat sintaza
- EC 2.3.3.15: sulfoacetaldehid acetiltransferaza

## EC 2.4:Glikoziltransferaze

### EC 2.4.1:Heksoziltransferaze
- EC 2.4.1.1: fosforilaza
- EC 2.4.1.2: dekstrin dextranase
- EC 2.4.1.3: obrisano, uključeno u EC 2.4.1.25
- EC 2.4.1.4: amilosaharaza
- EC 2.4.1.5: dekstransaharaza
- EC 2.4.1.6: obrisano
- EC 2.4.1.7: saharoza fosforilaza
- EC 2.4.1.8: maltoza fosforilaza
- EC 2.4.1.9: inulosaharaza
- EC 2.4.1.10: levansaharaza
- EC 2.4.1.11: glikogen(skrob) sintaza
- EC 2.4.1.12: celuloza sintaza (formira UDP)
- EC 2.4.1.13: saharoza sintaza
- EC 2.4.1.14: saharoza-fosfat sintaza
- EC 2.4.1.15: a,a-trehaloza-fosfat sintaza (UDP-formiranje)
- EC 2.4.1.16: hitin sintaza
- EC 2.4.1.17: glukuronoziltransferaza
- EC 2.4.1.18: enzim 1,4-a-glukanskog grananja
- EC 2.4.1.19: ciklomaltodekstrin glukanotransferaza
- EC 2.4.1.20: celobioza fosforilaza
- EC 2.4.1.21: skrob sintaza
- EC 2.4.1.22: laktoza sintaza
- EC 2.4.1.23: sfingozin b-galaktoziltransferaza
- EC 2.4.1.24: 1,4-a-glukan 6-a-glukoziltransferaza
- EC 2.4.1.25: 4-a-glukanotransferaza
- EC 2.4.1.26: DNK a-glukoziltransferaza
- EC 2.4.1.27: DNK b-glukoziltransferaza
- EC 2.4.1.28: glukozil-DNK b-glukoziltransferaza
- EC 2.4.1.29: celuloza sintaza (formira GDP)
- EC 2.4.1.30: 1,3-b-oligoglukan fosforilaza
- EC 2.4.1.31: laminaribioza fosforilaza
- EC 2.4.1.32: glukomanan 4-b-manoziltransferaza
- EC 2.4.1.33: alginat sintaza
- EC 2.4.1.34: 1,3-b-glukan sintaza
- EC 2.4.1.35: fenol b-glukoziltransferaza
- EC 2.4.1.36: a,a-trehaloza-fosfat sintaza (formira GDP)
- EC 2.4.1.37: fukozilgalaktozid 3-a-galaktoziltransferaza
- EC 2.4.1.38: b--acetilglukozaminil-glikopeptid b-1,4-galaktoziltransferaza
- EC 2.4.1.39: steroid N-acetilglukozaminiltransferaza
- EC 2.4.1.40: glikoprotein-fukozilgalaktozid a-N-acetilgalaktozaminiltransferaza
- EC 2.4.1.41: polipeptid N-acetilgalaktozaminiltransferaza
- EC 2.4.1.42: obrisano, uključeno u EC 2.4.1.17
- EC 2.4.1.43: poligalakturonat 4-a-galakturonoziltransferaza
- EC 2.4.1.44: lipopolisaharid 3-a-galaktoziltransferaza
- EC 2.4.1.45: 2-hidroksiacilsfingozin 1-b-galaktoziltransferaza
- EC 2.4.1.46: monogalaktozildiacilglicerol sintaza
- EC 2.4.1.47: N-acilsfingozin galaktoziltransferaza
- EC 2.4.1.48: heteroglikan a-manoziltransferaza
- EC 2.4.1.49: celodekstrin fosforilaza
- EC 2.4.1.50: prokolagen galaktoziltransferaza
- EC 2.4.1.51: sad EC 2.4.1.101, EC 2.4.1.143, EC 2.4.1.144 i EC 2.4.1.145
- EC 2.4.1.52: poli(glicerol-fosfat) a-glukoziltransferaza
- EC 2.4.1.53: poli(ribitol-fosfat) b-glukoziltransferaza
- EC 2.4.1.54: undekaprenil-fosfat manoziltransferaza
- EC 2.4.1.55: sad EC 2.7.8.14
- EC 2.4.1.56: lipopolisaharid -acetilglukozaminiltransferaza
- EC 2.4.1.57: fosfatidilinozitol a-manoziltransferaza
- EC 2.4.1.58: lipopolisaharid glukoziltransferaza I
- EC 2.4.1.59: obrisano, uključeno u EC 2.4.1.17
- EC 2.4.1.60: abekfoziltransferaza
- EC 2.4.1.61: obrisano, uključeno u EC 2.4.1.17
- EC 2.4.1.62: gangliozid galaktoziltransferaza
- EC 2.4.1.63: linamarin sintaza
- EC 2.4.1.64: a,a-trehaloza fosforilaza
- EC 2.4.1.65: 3-galaktozil--acetilglukozaminid 4-a-L-fukoziltransferaza
- EC 2.4.1.66: prokolagen glukoziltransferaza
- EC 2.4.1.67: galaktinol—rafinoza galaktoziltransferaza
- EC 2.4.1.68: glikoprotein 6-a-L-fukoziltransferaza
- EC 2.4.1.69: galaktozid 2-a-L-fukoziltransferaza
- EC 2.4.1.70: poli(ribitol-fosfat) N-acetilglukozaminil-transferaza
- EC 2.4.1.71: arilamin glukoziltransferaza
- EC 2.4.1.72: sad EC 2.4.2.24
- EC 2.4.1.73: lipopolisaharid glukoziltransferaza II
- EC 2.4.1.74: glikosaminoglikan galaktoziltransferaza
- EC 2.4.1.75: obrisano
- EC 2.4.1.76: obrisano, uključeno u EC 2.4.1.17
- EC 2.4.1.77: obrisano, uključeno u EC 2.4.1.17
- EC 2.4.1.78: fosfopoliprenol glukoziltransferaza
- EC 2.4.1.79: galaktozilgalaktozilglukozilkeramid b-D-acetilgalaktozaminiltransferaza
- EC 2.4.1.80: keramidna glukoziltransferaza
- EC 2.4.1.81: flavon 7-O-b-glukoziltransferaza
- EC 2.4.1.82: galaktinol—saharoza galaktoziltransferaza
- EC 2.4.1.83: dolihil-fosfat b-D-manoziltransferaza
- EC 2.4.1.84: obrisano, uključeno u EC 2.4.1.17
- EC 2.4.1.85: cijanohidrin b-glukoziltransferaza
- EC 2.4.1.86: glukozaminilgalaktozilglukozilkeramid b-galaktoziltransferaza
- EC 2.4.1.87: -acetillaktozaminid 3-a-galaktoziltransferaza
- EC 2.4.1.88: globozid a-N-acetilgalaktozaminiltransferaza
- EC 2.4.1.89: obrisano, uključeno u EC 2.4.1.69
- EC 2.4.1.90: -acetillaktozamin sintaza
- EC 2.4.1.91: flavonol 3-O-glukoziltransferaza
- EC 2.4.1.92: (-acetilneuraminil)-galaktozilglukozilkeramid -acetilgalaktozaminiltransferaza
- EC 2.4.1.93: sad EC 4.2.2.18
- EC 2.4.1.94: protein -acetilglukozaminiltransferaza
- EC 2.4.1.95: bilirubin-glukuronozid glukuronoziltransferaza
- EC 2.4.1.96: -glicerol-3-fosfat 1-galaktoziltransferaza
- EC 2.4.1.97: 1,3-b-D-glukan fosforilaza
- EC 2.4.1.98: obrisano, uključeno u EC 2.4.1.90
- EC 2.4.1.99: saharoza:saharoza fruktoziltransferaza
- EC 2.4.1.100: 2,1-fruktan:2,1-fruktan 1-fruktoziltransferaza
- EC 2.4.1.101: a-1,3-manozil-glikoprotein 2--acetilglukozaminiltransferaza
- EC 2.4.1.102: b-1,3-galaktozil-O-glikozil-glikoprotein b-1,6--acetilglukozaminiltransferaza
- EC 2.4.1.103: alizarin 2-b-glukoziltransferaza
- EC 2.4.1.104: o-dihidroksikumarin 7-O-glukoziltransferaza
- EC 2.4.1.105: viteksin b-glukoziltransferaza
- EC 2.4.1.106: izoviteksin b-glukoziltransferaza
- EC 2.4.1.107: obrisano, uključeno u EC 2.4.1.17
- EC 2.4.1.108: obrisano, uključeno u EC 2.4.1.17
- EC 2.4.1.109: dolihil-fosfat-manoza-protein manoziltransferaza
- EC 2.4.1.110: tRNK-kveozin b-manoziltransferaza
- EC 2.4.1.111: koniferil-alkohol glukoziltransferaza
- EC 2.4.1.112: a-1,4-glukan-protein sintaza (UDP-formiranje)
- EC 2.4.1.113: a-1,4-glukan-protein sintaza (ADP-formiranje)
- EC 2.4.1.114: 2-kumarat O-b-glukoziltransferaza
- EC 2.4.1.115: antocijanidin 3-O-glukoziltransferaza
- EC 2.4.1.116: cijanidin-3-ramnozilglukozid 5-O-glukoziltransferaza
- EC 2.4.1.117: dolihil-fosfat b-glukoziltransferaza
- EC 2.4.1.118: citokinin 7-b-glukoziltransferaza
- EC 2.4.1.119: dolihil-difosfooligosaharid—protein glikotransferaza
- EC 2.4.1.120: sinapat 1-glukoziltransferaza
- EC 2.4.1.121: indol-3-acetat b-glukoziltransferaza
- EC 2.4.1.122: glikoprotein-N-acetilgalaktosamin 3-b-galaktoziltransferaza|
- EC 2.4.1.123: inozitol 3-a-galaktoziltransferaza
- EC 2.4.1.124: sad EC 2.4.1.87
- EC 2.4.1.125: saharoza—1,6-a-glukan 3(6)-a-glukoziltransferaza
- EC 2.4.1.126: hidroksicinamat 4-b-glukoziltransferaza
- EC 2.4.1.127: monoterpenol b-glukoziltransferaza
- EC 2.4.1.128: skopoletin glukoziltransferaza
- EC 2.4.1.129: peptidoglikan glikoziltransferaza
- EC 2.4.1.130: Sad EC 2.4.1.258 (Dol-P-Man:Man5GlcNAc2-PP-Dol α-1,3-manoziltransferaza), EC 2.4.1.259 (Dol-P-Man:Man6GlcNAc2-PP-Dol α-1,2-manoziltransferaza), EC 2.4.1.260 (Dol-P-Man:Man7GlcNAc2-PP-Dol α-1,6-manoziltransferaza) i EC 2.4.1.261 (Dol-P-Man:Man8GlcNAc2-PP-Dol α-1,2-manoziltransferaza)
- EC 2.4.1.131: glikolipid 2-a-manoziltransferaza
- EC 2.4.1.132: glikolipid 3-a-manoziltransferaza
- EC 2.4.1.133: ksilozilprotein 4-b-galaktoziltransferaza
- EC 2.4.1.134: galaktozilksilozilprotein 3-b-galaktoziltransferaza
- EC 2.4.1.135: galaktozilgalaktozilksilozilprotein 3-b-glukuronoziltransferaza
- EC 2.4.1.136: galat 1-b-glukoziltransferaza
- EC 2.4.1.137: sn-glicerol-3-fosfat 2-a-galaktoziltransferaza
- EC 2.4.1.138: manotetraoza 2-a-N-acetilglukozaminiltransferaza
- EC 2.4.1.139: maltozna sintaza
- EC 2.4.1.140: alternansaharaza
- EC 2.4.1.141: -acetilglukozaminildifosfodolihol N-acetilglukozaminiltransferaza
- EC 2.4.1.142: hitobiozildifosfodolihol b-manoziltransferaza
- EC 2.4.1.143: a-1,6-manozil-glikoprotein 2--acetilglukozaminiltransferaza
- EC 2.4.1.144: b-1,4-manozil-glikoprotein 4--acetilglukozaminiltransferaza
- EC 2.4.1.145: a-1,3-manozil-glikoprotein 4--acetilglukozaminiltransferaza
- EC 2.4.1.146: b-1,3-galaktozil-O-glikozil-glikoprotein b-1,3-N-acetilglukozaminiltransferaza
- EC 2.4.1.147: acetilgalaktozaminil-O-glikozil-glikoprotein b-1,3--acetilglukozaminiltransferaza
- EC 2.4.1.148: acetilgalaktozaminil-O-glikozil-glikoprotein b-1,6--acetilglukozaminiltransferaza
- EC 2.4.1.149: -acetillaktozaminid b-1,3-N-acetilglukozaminiltransferaza
- EC 2.4.1.150: -acetillaktozaminid b-1,6--acetilglukozaminil-transferaza
- EC 2.4.1.151: sad EC 2.4.1.87
- EC 2.4.1.152: galaktozid 3-fukoziltransferaza
- EC 2.4.1.153: dolihil-fosfat a-N-acetilglukozaminiltransferaza
- EC 2.4.1.154: globotriozilkeramid b-1,6--acetilgalaktozaminil-transferaza
- EC 2.4.1.155: a-1,6-manozil-glikoprotein 6-b-N-acetilglukozaminiltransferaza
- EC 2.4.1.156: indolilacetil-mio-inozitol galaktoziltransferaza
- EC 2.4.1.157: 1,2-diacilglicerol 3-glukoziltransferaza
- EC 2.4.1.158: 13-hidroksidokozanoat 13-b-glukoziltransferaza
- EC 2.4.1.159: flavonol-3-O-glukozid L-ramnoziltransferaza
- EC 2.4.1.160: piridoksin 5'-O-b-D-glukoziltransferaza
- EC 2.4.1.161: oligosaharid 4-a-D-glukoziltransferaza
- EC 2.4.1.162: aldoza b-D-fruktoziltransferaza
- EC 2.4.1.163: -galaktozil--acetilglukozaminilgalaktozilglukozil-keramid b-1,3-acetilglukozaminiltransferaza
- EC 2.4.1.164: galaktozil--acetilglukozaminilgalaktozilglukozil-keramid -acetilglukozaminiltransferaza
- EC 2.4.1.165: -acetilneuraminilgalaktozilglukozilkeramid -acetilgalaktozaminiltransferaza
- EC 2.4.1.166: rafinoza—rafinoza a-galaktoziltransferaza
- EC 2.4.1.167: saharoza 6F-a-galaktoziltransferaza
- EC 2.4.1.168: ksiloglukan 4-glukoziltransferaza
- EC 2.4.1.169: sad EC 2.4.2.39
- EC 2.4.1.170: izoflavon 7-O-glukoziltransferaza
- EC 2.4.1.171: metil-ONN-azoksimetanol b-D-glukoziltransferaza
- EC 2.4.1.172: salicil-alkohol b-D-glukoziltransferaza
- EC 2.4.1.173: sterol 3b-glukoziltransferaza
- EC 2.4.1.174: glukuronilgalaktozilproteoglikan 4-b-N-acetilgalaktozaminiltransferaza
- EC 2.4.1.175: glukuronozil--acetilgalaktozaminil-proteoglikan -acetilgalaktozaminiltransferaza
- EC 2.4.1.176: giberelin b-D-glukoziltransferaza
- EC 2.4.1.177: cinamat b-D-glukoziltransferaza
- EC 2.4.1.178: hidroksimandelonitril glukoziltransferaza
- EC 2.4.1.179: laktozilkeramid b-1,3-galaktoziltransferaza
- EC 2.4.1.180: lipopolisaharid N-acetilmanozaminouronosyltransferaza
- EC 2.4.1.181: hidroksiantrahinon glukoziltransferaza
- EC 2.4.1.182: lipid-A-disaharid sintaza
- EC 2.4.1.183: a-1,3-glukan sintaza
- EC 2.4.1.184: galaktolipid galaktoziltransferaza
- EC 2.4.1.185: flavanon 7-O-b-glukoziltransferaza
- EC 2.4.1.186: glikogenin glukoziltransferaza
- EC 2.4.1.187: -acetilglukozaminildifosfoundekaprenol N-acetil-b-D-manozaminiltransferaza
- EC 2.4.1.188: -acetilglukozaminildifosfoundekaprenol glukoziltransferaza
- EC 2.4.1.189: luteolin 7-O-glukuronoziltransferaza
- EC 2.4.1.190: luteolin-7-O-glukuronid 2"-O-glukuronoziltransferaza
- EC 2.4.1.191: luteolin-7-O-diglukuronid 4'-O-glukuronoziltransferaza
- EC 2.4.1.192: nuatigenin 3b-glukoziltransferaza
- EC 2.4.1.193: sarsapogenin 3b-glukoziltransferaza
- EC 2.4.1.194: 4-hidroksibenzoat 4-O-b-D-glukoziltransferaza
- EC 2.4.1.195: tiohidroksimat b-D-glukoziltransferaza
- EC 2.4.1.196: nikotinat glukoziltransferaza
- EC 2.4.1.197: visoko-manozni-oligosaharid -acetilglukozaminiltransferaza
- EC 2.4.1.198: fosfatidilinozitol N-acetilglukozaminiltransferaza
- EC 2.4.1.199: b-manozilfosfodekaprenol—manooligosaharid 6-manoziltransferaza
- EC 2.4.1.200: sad EC 4.2.2.17
- EC 2.4.1.201: a-1,6-manozil-glikoprotein -acetilglukozaminiltransferaza
- EC 2.4.1.202: 2,4-dihidroksi-7-metoksi-2H-1,4-benzoksazin-3(4H)-on 2 -D-glukoziltransferaza
- EC 2.4.1.203: trans-zeatin -glukoziltransferaza
- EC 2.4.1.204: sad EC 2.4.2.40
- EC 2.4.1.205: galaktogen 6b-galaktoziltransferaza
- EC 2.4.1.206: laktozilkeramid 1,3-N-acetil-b-D-glukozaminiltransferaza
- EC 2.4.1.207: ksiloglukan:ksiloglukozil transferaza
- EC 2.4.1.208: diglukozil diacilglicerol sintaza
- EC 2.4.1.209: cis-p-kumarat glukoziltransferaza
- EC 2.4.1.210: limonoid glukoziltransferaza
- EC 2.4.1.211: 1,3-b-galaktozil-N-acetilheksosamin fosforilaza
- EC 2.4.1.212: hijaluronan sintaza
- EC 2.4.1.213: glukozilglicerol-fosfat sintaza
- EC 2.4.1.214: glikoprotein 3-a-L-fukoziltransferaza
- EC 2.4.1.215: cis-zeatin -glukoziltransferaza
- EC 2.4.1.216: trehaloza 6-fosfat fosforilaza
- EC 2.4.1.217: manozil-3-fosfoglicerat sintaza
- EC 2.4.1.218: hidrohinon glukoziltransferaza
- EC 2.4.1.219: vomilenin glukoziltransferaza
- EC 2.4.1.220: indoksil-UDPG glukoziltransferaza
- EC 2.4.1.221: peptid-O-fukoziltransferaza
- EC 2.4.1.222: O-fukozilpeptid 3-b-N-acetilglukozaminiltransferaza
- EC 2.4.1.223: glukuronil-galaktozil-proteoglikan -acetilglukozaminiltransferaza
- EC 2.4.1.224: glukuronozil-N-acetilglukozaminil-proteoglikan -acetilglukozaminiltransferaza
- EC 2.4.1.225: -acetilglukozaminil-proteoglikan 4-b-glukuronoziltransferaza
- EC 2.4.1.226: -acetilgalaktozaminil-proteoglikan 3-b-glukuronoziltransferaza
- EC 2.4.1.227: undekaprenildifosfo-muramoilpentapeptid b-N-acetilglukozaminiltransferaza
- EC 2.4.1.228: laktozilkeramid 4-a-galaktoziltransferaza
- EC 2.4.1.229: (Skp1-protein)-hidroksiprolin N-acetilglukozaminiltransferaza
- EC 2.4.1.230: kojibioza fosforilaza
- EC 2.4.1.231: a,a-trehaloza fosforilaza (sa zadržavanjem konfiguracije)
- EC 2.4.1.232: glikolipid 6-a-manoziltransferaza
- EC 2.4.1.233: obrisano, sad EC 2.4.1.115
- EC 2.4.1.234: kempferol 3-O-galaktoziltransferaza
- EC 2.4.1.235: cijanidin 3-O-rutinozid 5-O-glukoziltransferaza
- EC 2.4.1.236: flavanon 7-O-glukozid 2"-O-b-L-ramnoziltransferaza
- EC 2.4.1.237: flavonol 7-O-b-glukoziltransferaza
- EC 2.4.1.238: antocijanin 3'-O-b-glukoziltransferaza
- EC 2.4.1.239: flavonol-3-O-glukozid glukoziltransferaza
- EC 2.4.1.240: flavonol-3-O-glikozid glukoziltransferaza
- EC 2.4.1.241: digalaktozildiacilglicerol sintaza
- EC 2.4.1.242: NDP-glukoza—skrob glukoziltransferaza
- EC 2.4.1.243: 6G-fruktoziltransferaza
- EC 2.4.1.244: N-acetil-beta-glukozaminil-glikoprotein 4-beta-N-acetilgalaktozaminiltransferaza
- EC 2.4.1.245: alfa,alfa-trehaloza sintaza
- EC 2.4.1.246: manozilfruktoza-fosfat sintaza
- EC 2.4.1.247: beta-D-galaktozil-(1-4)-L-ramnoza fosforilaza
- EC 2.4.1.248: cikloizomaltooligosaharid glukanotransferaza
- EC 2.4.1.249: delfinidin 3',5'-O-glukoziltransferaza
- EC 2.4.1.250: D-inozitol-3-fosfat glikoziltransferaza
- EC 2.4.1.251: GlcA-beta-(1-2)-D-Man-alfa-(1-3)-D-Glc-beta-(1-4)-D-Glc-alfa-1-difosfo-ditrans,oktacis-undekaprenol 4-beta-manoziltransferaza
- EC 2.4.1.252: GDP-manoza:celobiozil-difosfopoliprenol alfa-manoziltransferaza
- EC 2.4.1.253: baikalein 7-O-glukuronaziltransferaza
- EC 2.4.1.254: cijanidin-3-O-glukozid 2-O-glukuronaziltransferaza
- EC 2.4.1.255: protein O-GlcNAc transferaza
- EC 2.4.1.256: dolihil-P-Glc:Glc2Man9GlcNAc2-PP-dolihol alfa-1,2-glukoziltransferaza
- EC 2.4.1.257: GDP-Man:Man2GlcNAc2-PP-dolihol alfa-1,6-manoziltransferaza
- EC 2.4.1.258: dolihil-P-Man:Man5GlcNAc2-PP-dolihol alfa-1,3-manoziltransferaza
- EC 2.4.1.259: dolihil-P-Man:Man6GlcNAc2-PP-dolihol alfa-1,2-manoziltransferaza
- EC 2.4.1.260: dolihil-P-Man:Man7GlcNAc2-PP-dolihol alfa-1,6-manoziltransferaza
- EC 2.4.1.261: dolihil-P-Man:Man8GlcNAc2-PP-dolihol alfa-1,2-manoziltransferaza
- EC 2.4.1.262: sojasapogenol glukuronaziltransferaza
- EC 2.4.1.263: abscisat beta-glukoziltransferaza
- EC 2.4.1.264: D-Man-alfa-(1-3)-D-Glc-beta-(1-4)-D-Glc-alfa-1-difosfoundekaprenol 2-beta-glukuroniltransferaza
- EC 2.4.1.265: dolihil-P-Glc:Glc1Man9GlcNAc2-PP-dolihol alfa-1,3-glukoziltransferaza
- EC 2.4.1.266: glukozil-3-fosfoglicerat sintaza
- EC 2.4.1.267: dolihil-P-Glc:Man9GlcNAc2-PP-dolihol alfa-1,3-glukoziltransferaza
- EC 2.4.1.268: glukozilglicerat sintaza
- EC 2.4.1.269: manozilglicerat sintaza
- EC 2.4.1.270: manozilglukozil-3-fosfoglicerat sintaza
- EC 2.4.1.271: krocetin glukoziltransferaza
- EC 2.4.1.272: sojasapogenol B glukuronid galaktoziltransferaza
- EC 2.4.1.273: sojasaponinska III ramnoziltransferaza
- EC 2.4.1.274: glukozilkeramid beta-1,4-galaktoziltransferaza
- EC 2.4.1.275: laktotriaozilkeramid beta-1,4-galaktoziltransferaza
- EC 2.4.1.276: zeaksantin glukoziltransferaza
- EC 2.4.1.277: glikoziltransferaza DesVII
- EC 2.4.1.278: desosaminil transferaza EryCIII
- EC 2.4.1.279: nigeroza fosforilaza
- EC 2.4.1.280: N,N'-diacetilhitobioza fosforilaza
- EC 2.4.1.281: 4-O-beta-D-manozil-D-glukoza fosforilaza
- EC 2.4.1.282: 3-O-alfa-D-glukozil-L-ramnoza fosforilaza
- EC 2.4.1.283: 2-dezoksistreptamin N-acetil-D-glukozaminiltransferaza
- EC 2.4.1.284: 2-dezoksistreptamin glukoziltransferaza
- EC 2.4.1.285: UDP-GlcNAc:ribostamicin N-acetilglukozaminiltransferaza
- EC 2.4.1.286: halkon 4'-O-glukoziltransferaza
- EC 2.4.1.287: ramnopiranozil-N-acetilglukozaminil-difosfo-dekaprenol beta-1,3/1,4-galaktofuranoziltransferaza
- EC 2.4.1.288: galaktofuranozilgalaktofuranozilramnozil-N-acetilglukozaminil-difosfo-dekaprenol beta-1,5/1,6-galaktofuranoziltransferaza
- EC 2.4.1.289: N-acetilglukozaminil-difosfo-dekaprenol L-ramnoziltransferaza
- EC 2.4.1.290: N,N'-diacetilbacillosaminil-difosfo-undekaprenol alfa-1,3-N-acetilgalaktozaminiltransferaza
- EC 2.4.1.291: N-acetilgalaktozamin-N,N'-diacetilbacillosaminil-difosfo-undekaprenol 4-alfa-N-acetilgalaktozaminiltransferaza
- EC 2.4.1.292: GalNAc-alfa-(1-4)-GalNAc-alfa-(1-3)-diNAcBac-PP-undekaprenol alfa-1,4-N-acetil-D-galaktozaminiltransferaza
- EC 2.4.1.293: GalNAc5-diNAcBac-PP-undekaprenol beta-1,3-glukoziltransferaza

### EC 2.4.2:Pentoziltransferaze
- EC 2.4.2.1: purin-nukleozid fosforilaza
- EC 2.4.2.2: pirimidin-nukleozid fosforilaza
- EC 2.4.2.3: uridin fosforilaza
- EC 2.4.2.4: timidin fosforilaza
- EC 2.4.2.5: nukleozid riboziltransferaza
- EC 2.4.2.6: nukleozid dezoksiriboziltransferaza
- EC 2.4.2.7: adenin fosforiboziltransferaza
- EC 2.4.2.8: hipoksantin fosforiboziltransferaza
- EC 2.4.2.9: uracil fosforiboziltransferaza
- EC 2.4.2.10: orotat fosforiboziltransferaza
- EC 2.4.2.11: nikotinat fosforiboziltransferaza
- EC 2.4.2.12: nikotinamid fosforiboziltransferaza
- EC 2.4.2.13: sad EC 2.5.1.6
- EC 2.4.2.14: amidofosforiboziltransferaza
- EC 2.4.2.15: guanozin fosforilaza
- EC 2.4.2.16: urat-ribonukleotid fosforilaza
- EC 2.4.2.17: ATP fosforiboziltransferaza
- EC 2.4.2.18: antranilat fosforiboziltransferaza
- EC 2.4.2.19: nikotinat-nukleotid difosforilaza (karboksilacija)
- EC 2.4.2.20: dioksotetrahidropirimidin fosforiboziltransferaza
- EC 2.4.2.21: nikotinat-nukleotid—dimetilbenzimidazol fosforiboziltransferaza
- EC 2.4.2.22: ksantin fosforiboziltransferaza
- EC 2.4.2.23: dezoksiuridin fosforilaza
- EC 2.4.2.24: 1,4-b-D-ksilan sintaza
- EC 2.4.2.25: flavon apioziltransferaza
- EC 2.4.2.26: protein ksiloziltransferaza
- EC 2.4.2.27: dTDP-dihidrostreptoza—streptidin-6-fosfat dihidrostreptoziltransferaza
- EC 2.4.2.28: -metil-5'-tioadenozin fosforilaza
- EC 2.4.2.29: kjuin tRNK-riboziltransferaza
- EC 2.4.2.30: NAD+ ADP-riboziltransferaza
- EC 2.4.2.31: —protein-arginin ADP-riboziltransferaza
- EC 2.4.2.32: dolihil-fosfat D-ksiloziltransferaza
- EC 2.4.2.33: dolihil-ksilozil-fosfat—protein ksiloziltransferaza
- EC 2.4.2.34: indolilacetilinozitol arabinoziltransferaza
- EC 2.4.2.35: flavonol-3-O-glikozid ksiloziltransferaza
- EC 2.4.2.36: NAD+—diftamid ADP-riboziltransferaza
- EC 2.4.2.37: NAD+—dinitrogen-reduktaza ADP-D-riboziltransferaza
- EC 2.4.2.38: glikoprotein 2-b-D-ksiloziltransferaza
- EC 2.4.2.39: ksiloglukan 6-ksiloziltransferaza
- EC 2.4.2.40: zeatin O-b-D-ksiloziltransferaza
- EC 2.4.2.41: ksilogalakturonan beta-1,3-ksiloziltransferaza
- EC 2.4.2.42: UDP-D-ksiloza:beta-D-glukozid alfa-1,3-D-ksiloziltransferaza
- EC 2.4.2.43: lipid IVA 4-amino-4-dezoksi-L-arabinoziltransferaza
- EC 2.4.2.44: S-metil-5'-tioinozin fosforilaza
- EC 2.4.2.45: dekaprenil-fosfat fosforiboziltransferaza
- EC 2.4.2.46: galaktan 5-O-arabinofuranoziltransferaza
- EC 2.4.2.47: arabinofuranan 3-O-arabinoziltransferaza
- EC 2.4.2.48: tRNK-guanin15 transglikozilaza

### EC 2.4.99: Transfer drugihglikozilnihgrupa
- EC 2.4.99.1: b-galaktozid a-2,6-sijaliltransferaza
- EC 2.4.99.2: monosijalogangliozid sijaliltransferaza
- EC 2.4.99.3: a--acetilgalaktosaminid a-2,6-sijaliltransferaza
- EC 2.4.99.4: b-galaktozid a-2,3-sijaliltransferaza
- EC 2.4.99.5: galaktozildiacilglicerol a-2,3-sijaliltransferaza
- EC 2.4.99.6: -acetillaktozaminid a-2,3-sijaliltransferaza
- EC 2.4.99.7: (-acetilneuraminil-2,3-b-galaktozil-1,3)-N-acetil-galaktosaminid 6-a-sijaliltransferaza
- EC 2.4.99.8: a-N-acetilneuraminat a-2,8-sijaliltransferaza
- EC 2.4.99.9: laktozilkeramid a-2,3-sijaliltransferaza
- EC 2.4.99.10: neolaktotetraozilkeramid a-2,3-sijaliltransferaza
- EC 2.4.99.11: laktozilkeramid a-2,6-N-sijaliltransferaza
- EC 2.4.99.12: lipid IVA 3-dezoksi-D-mano-oktulozonska kiselina transferaza
- EC 2.4.99.13: (KDO)-lipid IVA 3-dezoksi-D-mano-oktulozonska kiselina transferaza
- EC 2.4.99.14: (KDO)2-lipid IVA (2-8) 3-dezoksi-D-mano-oktulozonska kiselina transferaza
- EC 2.4.99.15: (KDO)3-lipid IVA (2-4) 3-dezoksi-D-mano-oktulozonska kiselina transferaza
- EC 2.4.99.16: skrobna sintaza (maltozilni transfer)
- EC 2.4.99.17: S-adenozilmetionin:tRNK riboziltransferaza-izomeraza
- EC 2.4.99.18: dolihil-difosfooligosaharid---protein glikotransferaza
- EC 2.4.99.19: undekaprenil-difosfooligosaharid---protein glikotransferaza

## EC 2.5: Transfer alkil ili aril grupa, osim metil grupa
- EC 2.5.1.1: dimetilaliltranstransferaza
- EC 2.5.1.2: tiamin piridinilaza
- EC 2.5.1.3: tiamin-fosfat difosforilaza
- EC 2.5.1.4: adenozilmetionin ciklotransferaza
- EC 2.5.1.5: galaktoza-6-sumporilaza
- EC 2.5.1.6: metionin adenoziltransferaza
- EC 2.5.1.7: UDP--acetilglukozamin 1-karboksiviniltransferaza
- EC 2.5.1.8: tRNK izopenteniltransferaza
- EC 2.5.1.9: riboflavin sintaza
- EC 2.5.1.10: geraniltranstransferaza
- EC 2.5.1.11: trans-oktapreniltranstransferaza
- EC 2.5.1.12: obrisano, uključeno u EC 2.5.1.18
- EC 2.5.1.13: obrisano, uključeno u EC 2.5.1.18
- EC 2.5.1.14: obrisano, uključeno u EC 2.5.1.18
- EC 2.5.1.15: dihidropteroat sintaza
- EC 2.5.1.16: spermidin sintaza
- EC 2.5.1.17: kob(I)irinska kiselina a,c-diamid adenoziltransferaza
- EC 2.5.1.18: glutation transferaza
- EC 2.5.1.19: 3-fosfošikimat 1-karboksiviniltransferaza
- EC 2.5.1.20: guma cis-poliprenilcistransferaza
- EC 2.5.1.21: skvalen sintaza
- EC 2.5.1.22: spermin sintaza
- EC 2.5.1.23: sim-norspermidin sintaza
- EC 2.5.1.24: diskadenin sintaza
- EC 2.5.1.25: tRNK-uridin aminokarboksipropiltransferaza
- EC 2.5.1.26: alkilgliceron-fosfat sintaza
- EC 2.5.1.27: adenilat dimetilaliltransferaza
- EC 2.5.1.28: dimetilalilcistransferaza
- EC 2.5.1.29: farneziltranstransferaza
- EC 2.5.1.30: trans-heksapreniltranstransferaza
- EC 2.5.1.31: di-trans,poli-cis-dekaprenilcistransferaza
- EC 2.5.1.32: fitoen sintaza
- EC 2.5.1.33: trans-pentapreniltranstransferaza
- EC 2.5.1.34: triptofan dimetilaliltransferaza
- EC 2.5.1.35: aspulvinon dimetilaliltransferaza
- EC 2.5.1.36: trihidroksipterokarpan dimetilaliltransferaza
- EC 2.5.1.37: sad EC 4.4.1.20
- EC 2.5.1.38: izonokardicin sintaza
- EC 2.5.1.39: 4-hidroksibenzoat nonapreniltransferaza
- EC 2.5.1.40: sad EC 4.2.3.9
- EC 2.5.1.41: fosfoglicerol geranilgeraniltransferaza
- EC 2.5.1.42: geranilgeranilglicerol-fosfat geranilgeraniltransferaza
- EC 2.5.1.43: nikotianamin sintaza
- EC 2.5.1.44: homospermidin sintaza
- EC 2.5.1.45: homospermidin sintaza (spermidin-specifična)
- EC 2.5.1.46: dezoksihipuzin sintaza
- EC 2.5.1.47: cistein sintaza
- EC 2.5.1.48: cistationin g-sintaza
- EC 2.5.1.49: O-acetilhomoserin aminokarboksipropiltransferaza
- EC 2.5.1.50: zeatin 9-aminokarboksietiltransferaza
- EC 2.5.1.51: b-pirazolilalanin sintaza
- EC 2.5.1.52: L-mimozin sintaza
- EC 2.5.1.53: uracililalanin sintaza
- EC 2.5.1.54: 3-dezoksi-7-fosfoheptulonat sintaza
- EC 2.5.1.55: 3-dezoksi-8-fosfooktulonat sintaza
- EC 2.5.1.56: N-acetilneuraminat sintaza
- EC 2.5.1.57: -acilneuraminat-9-fosfat sintaza
- EC 2.5.1.58: protein farneziltransferaza
- EC 2.5.1.59: protein geranilgeraniltransferaza tip I
- EC 2.5.1.60: protein geranilgeraniltransferaza tip II
- EC 2.5.1.61: hidroksimetilbilan sintaza
- EC 2.5.1.62: hlorofil sintaza
- EC 2.5.1.63: adenozil-fluorid sintaza
- EC 2.5.1.64: Sad dva zasebna enzima: EC 2.2.1.9 (2-sukcinil-5-enolpiruvil-6-hidroksi-3-cikloheksen-1-karboksilna-kiselina sintaza) i EC 4.2.99.20 (2-sukcinil-6-hidroksi-2,4-cikloheksadien-1-karboksilat sintaza)
- EC 2.5.1.65: O-fosfoserin sulfhidrilaza
- EC 2.5.1.66: N2-(2-karboksietil)arginin sintaza
- EC 2.5.1.67: hrisantemil difosfat sintaza
- EC 2.5.1.68: (2Z,6E)-farnezil difosfat sintaza
- EC 2.5.1.69: lavandulil difosfat sintaza
- EC 2.5.1.70: naringenin 8-dimetilaliltransferaza
- EC 2.5.1.71: lahijanon-G 2''-dimetilaliltransferaza
- EC 2.5.1.72: hinolinat sintaza
- EC 2.5.1.73: O-fosfo-L-seril-tRNK:Cys-tRNK sintaza
- EC 2.5.1.74: 1,4-dihidroksi-2-naftoat polipreniltransferaza
- EC 2.5.1.75: tRNK dimetilaliltransferaza
- EC 2.5.1.76: cisteat sintaza
- EC 2.5.1.77: 7,8-didemetil-8-hidroksi-5-deazariboflavin sintaza
- EC 2.5.1.78: 6,7-dimetil-8-ribitillumazin sintaza
- EC 2.5.1.79: thermospermin sintaza
- EC 2.5.1.80: 7-dimetilaliltriptofan sintaza
- EC 2.5.1.81: geranilfarnezil difosfat sintaza
- EC 2.5.1.82: heksaprenil difosfat sintaza (geranilgeranil-difosfat specifična)
- EC 2.5.1.83: heksaprenil-difosfat sintaza ((2E,6E)-farnezil-difosfat specifična)
- EC 2.5.1.84: sve-trans-nonaprenil-difosfat sintaza (geranil-difosfat specifična)
- EC 2.5.1.85: sve-trans-nonaprenil difosfat sintaza (geranilgeranil-difosfat specifična)
- EC 2.5.1.86: trans,policis-dekaprenil difosfat sintaza
- EC 2.5.1.87: ditrans,policis-poliprenil difosfat sintaza ((2E,6E)-farnezil difosfat specifična)
- EC 2.5.1.88: trans,policis-poliprenil difosfat sintaza ((2Z,6E)-farnezil difosfat specifična)
- EC 2.5.1.89: tritrans,policis-undekaprenil-difosfat sintaza (geranilgeranil-difosfat specifična)
- EC 2.5.1.90: sve-trans-oktaprenil-difosfat sintaza
- EC 2.5.1.91: sve-trans-dekaprenil-difosfat sintaza
- EC 2.5.1.92: (2Z,6Z)-farnezil difosfat sintaza
- EC 2.5.1.93: 4-hidroksibenzoat geraniltransferaza
- EC 2.5.1.94: adenozil-hlorid sintaza
- EC 2.5.1.95: ksantan ketal piruvat transferaza
- EC 2.5.1.96: 4,4'-diapofitoen sintaza
- EC 2.5.1.97: pseudaminska kiselina sintaza
- EC 2.5.1.98: Rhizobium leguminosarum eksopolisaharid glukozil ketal-piruvat-transferaza
- EC 2.5.1.99: sve-trans-fitoen sintaza
- EC 2.5.1.100: fumigaklavin A dimetilaliltransferaza
- EC 2.5.1.101: N,N'-diacetilegionaminat sintaza
- EC 2.5.1.102: geranil-pirofosfat---olivetolinska kiselina geraniltransferaza
- EC 2.5.1.103: preskvalen difosfat sintaza

## EC 2.6: Transfer azotnih grupa

### EC 2.6.1: Transaminaze
- EC 2.6.1.1: aspartat transaminaza
- EC 2.6.1.2: alanin transaminaza
- EC 2.6.1.3: cistein transaminaza
- EC 2.6.1.4: glicin transaminaza
- EC 2.6.1.5: tirozin transaminaza
- EC 2.6.1.6: leucin transaminaza
- EC 2.6.1.7: kinurenin—oksoglutarat transaminaza
- EC 2.6.1.8: 2,5-diaminovalerat transaminaza
- EC 2.6.1.9: histidinol-fosfat transaminaza
- EC 2.6.1.10: obrisano, uključeno u EC 2.6.1.21
- EC 2.6.1.11: acetilornitin transaminaza
- EC 2.6.1.12: alanin—okso-kiselina transaminaza
- EC 2.6.1.13: ornitin aminotransferaza
- EC 2.6.1.14: asparagin—okso-kiselina transaminaza
- EC 2.6.1.15: glutamin—piruvat transaminaza
- EC 2.6.1.16: glutamin—fruktoza-6-fosfat transaminaza (izomerizacija)
- EC 2.6.1.17: sukcinildiaminopimelat transaminaza
- EC 2.6.1.18: b-alanin—piruvat transaminaza
- EC 2.6.1.19: 4-aminobutirat transaminaza
- EC 2.6.1.20: obrisano
- EC 2.6.1.21: D-aminokiselinska transaminaza
- EC 2.6.1.22:-3-amino-2-metilpropionat transaminaza
- EC 2.6.1.23: 4-hidroksiglutamat transaminaza
- EC 2.6.1.24: dijodotirozin transaminaza
- EC 2.6.1.25: obrisano, uključeno u EC 2.6.1.24
- EC 2.6.1.26: tiroidni hormon transaminaza
- EC 2.6.1.27: triptofan transaminaza
- EC 2.6.1.28: triptofan—fenilpiruvat transaminaza
- EC 2.6.1.29: diamin transaminaza
- EC 2.6.1.30: piridoksamin—piruvat transaminaza
- EC 2.6.1.31: piridoksamin—oksaloacetat transaminaza
- EC 2.6.1.32: valin—3-metil-2-oksovalerat transaminaza
- EC 2.6.1.33: dTDP-4-amino-4,6-didezoksi-D-glukoza transaminaza
- EC 2.6.1.34: UDP-2-acetamido-4-amino-2,4,6-tridezoksiglukoza transaminaza
- EC 2.6.1.35: glicin—oksaloacetat transaminaza
- EC 2.6.1.36: L-lizin 6-transaminaza
- EC 2.6.1.37: (2-aminoetil)fosfonat—piruvat transaminaza
- EC 2.6.1.38: histidin transaminaza
- EC 2.6.1.39: 2-aminoadipat transaminaza
- EC 2.6.1.40:-3-amino-2-metilpropionat-piruvat transaminaza
- EC 2.6.1.41: D-metionin—piruvat transaminaza
- EC 2.6.1.42: transaminaza aminokiselina razgranatog lanca
- EC 2.6.1.43: aminolevulinat transaminaza
- EC 2.6.1.44: alanin—glioksilat transaminaza
- EC 2.6.1.45: serin—glioksilat transaminaza
- EC 2.6.1.46: diaminobutirat—piruvat transaminaza
- EC 2.6.1.47: alanin—oksomalonat transaminaza
- EC 2.6.1.48: 5-aminovalerat transaminaza
- EC 2.6.1.49: dihidroksifenilalanin transaminaza
- EC 2.6.1.50: glutamin—scilo-inozitol transaminaza
- EC 2.6.1.51: serin—piruvat transaminaza
- EC 2.6.1.52: fosfoserin transaminaza
- EC 2.6.1.53: sad EC 1.4.1.13
- EC 2.6.1.54: piridoksamin-fosfat transaminaza
- EC 2.6.1.55: taurin—2-oksoglutarat transaminaza
- EC 2.6.1.56: 1D-1-guanidino-3-amino-1,3-didezoksi-scilo-inozitol transaminaza
- EC 2.6.1.57: transaminaza aromatične aminokiseline
- EC 2.6.1.58: fenilalanin(histidin) transaminaza
- EC 2.6.1.59: dTDP-4-amino-4,6-didezoksigalaktoza transaminaza
- EC 2.6.1.60: aromatična aminokiselina glioksilatna transaminaza
- EC 2.6.1.61: identično sa EC 2.6.1.40
- EC 2.6.1.62: adenozilmetionin—8-amino-7-oksononanoat transaminaza
- EC 2.6.1.63: kinurenin—glioksilat transaminaza
- EC 2.6.1.64: glutamin—fenilpiruvat transaminaza
- EC 2.6.1.65: N6-acetil-b-lizin transaminaza
- EC 2.6.1.66: valin—piruvat transaminaza
- EC 2.6.1.67: 2-aminoheksanoat transaminaza
- EC 2.6.1.68: ornitin (lizin) transaminaza
- EC 2.6.1.69: sad EC 2.6.1.11
- EC 2.6.1.70: aspartat—fenilpiruvat transaminaza
- EC 2.6.1.71: lizin—piruvat 6-transaminaza
- EC 2.6.1.72: -4-hidroksifenilglicin transaminaza
- EC 2.6.1.73: metionin—glioksilat transaminaza
- EC 2.6.1.74: cefalosporin-C transaminaza
- EC 2.6.1.75: cistein konjugat transaminaza
- EC 2.6.1.76: diaminobutirat—2-oksoglutarat transaminaza
- EC 2.6.1.77: taurin—piruvat aminotransferaza
- EC 2.6.1.78: aspartat—prefenat aminotransferaza
- EC 2.6.1.79: glutamat—prefenat aminotransferaza
- EC 2.6.1.80: nikotianamin aminotransferaza
- EC 2.6.1.81: sukcinilornitin transaminaza
- EC 2.6.1.82: putrescin aminotransferaza
- EC 2.6.1.83: LL-diaminopimelat aminotransferaza
- EC 2.6.1.84: arginin---piruvat transaminaza
- EC 2.6.1.85: aminodezoksihorizmat sintaza
- EC 2.6.1.86: 2-amino-4-dezoksihorizmat sintaza
- EC 2.6.1.87: UDP-4-amino-4-dezoksi-L-arabinoza aminotransferaza
- EC 2.6.1.88: metionin transaminaza
- EC 2.6.1.89: dTDP-3-amino-3,6-didezoksi-alfa-D-glukopiranoza transaminaza
- EC 2.6.1.90: dTDP-3-amino-3,6-didezoksi-alfa-D-galaktopiranoza transaminaza
- EC 2.6.1.91: UDP-4-amino-4,6-didezoksi-N-acetil-alfa-D-glukozamin transaminaza
- EC 2.6.1.92: UDP-4-amino-4,6-didezoksi-N-acetil-beta-L-altrozamin transaminaza
- EC 2.6.1.93: neamin transaminaza
- EC 2.6.1.94: 2'-deamino-2'-hidroksineamin transaminaza
- EC 2.6.1.95: neomicin C transaminaza
- EC 2.6.1.96: 4-aminobutirat---piruvat transaminaza
- EC 2.6.1.97: arhaeozin sintaza
- EC 2.6.1.98: UDP-2-acetamido-2-dezoksi-ribo-heksuluronat aminotransferaza
- EC 2.6.1.99: L-triptofan---piruvat aminotransferaza

### EC 2.6.2: Amidinotransferaze
- EC 2.6.2.1: sad EC 2.1.4.1

### EC 2.6.3: Oksiminotransferaze
- EC 2.6.3.1: oksiminotransferaza

### EC 2.6.99: Transfer drugih azotnih grupa
- EC 2.6.99.1: dATP(dGTP)—DNK purintransferaza
- EC 2.6.99.2: piridoksin 5'-fosfat sintaza

## EC 2.7: Transfer grupa koje sadrže fosfor

### EC 2.7.1: Fosfotransferaze sa alkoholnom grupom kao akceptorom
- EC 2.7.1.1: heksokinaza
- EC 2.7.1.2: glukokinaza
- EC 2.7.1.3: ketoheksokinaza
- EC 2.7.1.4: fruktokinaza
- EC 2.7.1.5: ramnulokinaza
- EC 2.7.1.6: galaktokinaza
- EC 2.7.1.7: manokinaza
- EC 2.7.1.8: glukozamin kinaza
- EC 2.7.1.9: obrisano
- EC 2.7.1.10: fosfoglukokinaza
- EC 2.7.1.11: fosfofruktokinaza-1
- EC 2.7.1.12: glukonokinaza
- EC 2.7.1.13: dehidroglukonokinaza
- EC 2.7.1.14: sedoheptulokinaza
- EC 2.7.1.15: ribokinaza
- EC 2.7.1.16: ribulokinaza
- EC 2.7.1.17: ksilulokinaza
- EC 2.7.1.18: fosforibokinaza
- EC 2.7.1.19: fosforibulokinaza
- EC 2.7.1.20: adenozin kinaza
- EC 2.7.1.21: timidin kinaza
- EC 2.7.1.22: ribozilnikotinamid kinaza
- EC 2.7.1.23: NAD+ kinaza
- EC 2.7.1.24: defosfo-KoA kinaza
- EC 2.7.1.25: adenilil-sulfat kinaza
- EC 2.7.1.26: riboflavin kinaza
- EC 2.7.1.27: eritritol kinaza
- EC 2.7.1.28: triokinaza
- EC 2.7.1.29: gliceron kinaza
- EC 2.7.1.30: glicerol kinaza
- EC 2.7.1.31: glicerat kinaza
- EC 2.7.1.32: holin kinaza
- EC 2.7.1.33: pantotenat kinaza
- EC 2.7.1.34: pantetein kinaza
- EC 2.7.1.35: piridoksal kinaza
- EC 2.7.1.36: mevalonat kinaza
- EC 2.7.1.37: podeljeno u EC 2.7.11.1, EC 2.7.11.8, EC 2.7.11.9, EC 2.7.11.10, EC 2.7.11.11, EC 2.7.11.12, EC 2.7.11.13, EC 2.7.11.21, EC 2.7.11.22, EC 2.7.11.24, EC 2.7.11.25, EC 2.7.11.30 i EC 2.7.12.1
- EC 2.7.1.38: sad EC 2.7.11.19
- EC 2.7.1.39: homoserin kinaza
- EC 2.7.1.40: piruvat kinaza
- EC 2.7.1.41: glukoza-1-fosfat fosfodismutaza
- EC 2.7.1.42: riboflavin fosfotransferaza
- EC 2.7.1.43: glukuronokinaza
- EC 2.7.1.44: galakturonokinaza
- EC 2.7.1.45: 2-dehidro-3-dezoksiglukonokinaza
- EC 2.7.1.46: -arabinokinaza
- EC 2.7.1.47: D-ribulokinaza
- EC 2.7.1.48: uridin kinaza
- EC 2.7.1.49: hidroksimetilpirimidin kinaza
- EC 2.7.1.50: hidroksietiltiazol kinaza
- EC 2.7.1.51: L-fukulokinaza
- EC 2.7.1.52: fukokinaza
- EC 2.7.1.53: -ksilulokinaza
- EC 2.7.1.54: -arabinokinaza
- EC 2.7.1.55: alozna kinaza
- EC 2.7.1.56: 1-fosfofruktokinaza
- EC 2.7.1.57: obrisano
- EC 2.7.1.58: 2-dehidro-3-dezoksigalaktonokinaza
- EC 2.7.1.59: -acetilglukozamin kinaza
- EC 2.7.1.60: N-acilmanozamin kinaza
- EC 2.7.1.61: acil-fosfat—heksoza fosfotransferaza
- EC 2.7.1.62: fosforamidat-heksoza fosfotransferaza
- EC 2.7.1.63: polifosfat-glukoza fosfotransferaza
- EC 2.7.1.64: inozitol 3-kinaza
- EC 2.7.1.65: scilo-inozamin 4-kinaza
- EC 2.7.1.66: undekaprenol kinaza
- EC 2.7.1.67: 1-fosfatidilinozitol 4-kinaza
- EC 2.7.1.68: 1-fosfatidilinozitol-4-fosfat 5-kinaza
- EC 2.7.1.69: protein-Npi-fosfohistidin-šećer fosfotransferaza
- EC 2.7.1.70: identično sa EC 2.7.1.37.
- EC 2.7.1.71: šikimat kinaza
- EC 2.7.1.72: streptomicin 6-kinaza
- EC 2.7.1.73: inozin kinaza
- EC 2.7.1.74: dezoksicitidin kinaza
- EC 2.7.1.75: sad EC 2.7.1.21
- EC 2.7.1.76: dezoksiadenozin kinaza
- EC 2.7.1.77: nukleozid fosfotransferaza
- EC 2.7.1.78: polinukleotid 5'-hidroksil-kinaza
- EC 2.7.1.79: difosfat—glicerol fosfotransferaza
- EC 2.7.1.80: difosfat—serin fosfotransferaza
- EC 2.7.1.81: hidroksilizin kinaza
- EC 2.7.1.82: etanolamin kinaza
- EC 2.7.1.83: pseudouridin kinaza
- EC 2.7.1.84: alkilgliceron kinaza
- EC 2.7.1.85: b-glukozid kinaza
- EC 2.7.1.86: NADH kinaza
- EC 2.7.1.87: streptomicin 3"-kinaza
- EC 2.7.1.88: dihidrostreptomicin-6-fosfat 3'a-kinaza
- EC 2.7.1.89: tiamin kinaza
- EC 2.7.1.90: difosfat—fruktoza-6-fosfat 1-fosfotransferaza
- EC 2.7.1.91: sfinganin kinaza
- EC 2.7.1.92: 5-dehidro-2-dezoksiglukonokinaza
- EC 2.7.1.93: alkilglicerol kinaza
- EC 2.7.1.94: acilglicerol kinaza
- EC 2.7.1.95: kanamicin kinaza
- EC 2.7.1.96: obrisano, uključeno u EC 2.7.1.86
- EC 2.7.1.97: obrisano, identično sa EC 2.7.1.125
- EC 2.7.1.98: obrisano
- EC 2.7.1.99: sad EC 2.7.11.2
- EC 2.7.1.100: S-metil-5-tioriboza kinaza
- EC 2.7.1.101: tagatoza kinaza
- EC 2.7.1.102: hamameloza kinaza
- EC 2.7.1.103: viomicin kinaza
- EC 2.7.1.104: sad EC 2.7.99.1
- EC 2.7.1.105: 6-fosfofrukto-2-kinaza
- EC 2.7.1.106: glukoza-1,6-bisfosfat sintaza
- EC 2.7.1.107: diacilglicerol kinaza
- EC 2.7.1.108: dolihol kinaza
- EC 2.7.1.109: sad EC 2.7.11.31
- EC 2.7.1.110: sad EC 2.7.11.3
- EC 2.7.1.111: sad EC 2.7.1.128
- EC 2.7.1.112: sad EC 2.7.10.1 i EC 2.7.10.2
- EC 2.7.1.113: dezoksiguanozin kinaza
- EC 2.7.1.114: AMP—timidin kinaza
- EC 2.7.1.115: sad EC 2.7.11.4
- EC 2.7.1.116: sad EC 2.7.11.5
- EC 2.7.1.117: sad EC 2.7.11.18
- EC 2.7.1.118: ADP—timidin kinaza
- EC 2.7.1.119: higromicin-B kinaza
- EC 2.7.1.120: sad deo EC 2.7.11.17
- EC 2.7.1.121: fosfoenolpiruvat-gliceron fosfotransferaza
- EC 2.7.1.122: ksilitol kinaza
- EC 2.7.1.123: sad deo EC 2.7.11.17
- EC 2.7.1.124: sad EC 2.7.11.6
- EC 2.7.1.125: sad EC 2.7.11.14
- EC 2.7.1.126: sad EC 2.7.11.15
- EC 2.7.1.127: inozitol-trisfosfat 3-kinaza
- EC 2.7.1.128: sad EC 2.7.11.27
- EC 2.7.1.129: sad EC 2.7.11.7
- EC 2.7.1.130: tetraacildisaharid 4'-kinaza
- EC 2.7.1.131: sad EC 2.7.11.29
- EC 2.7.1.132: sad EC 2.7.11.28
- EC 2.7.1.133: sad with EC 2.7.1.134
- EC 2.7.1.134: inozitol-tetrakisfosfat 1-kinaza
- EC 2.7.1.135: sad EC 2.7.11.26
- EC 2.7.1.136: makrolid 2'-kinaza
- EC 2.7.1.137: fosfatidilinozitol 3-kinaza
- EC 2.7.1.138: keramid kinaza
- EC 2.7.1.139: sad EC 2.7.1.134
- EC 2.7.1.140: inozitol-tetrakisfosfat 5-kinaza
- EC 2.7.1.141: sad EC 2.7.11.23
- EC 2.7.1.142: glicerol—3-fosfat-glukoza fosfotransferaza
- EC 2.7.1.143: difosfat-purin nukleozid kinaza
- EC 2.7.1.144: tagatoza-6-fosfat kinaza
- EC 2.7.1.145: dezoksinukleozid kinaza
- EC 2.7.1.146: ADP-zavisna fosfofruktokinaza
- EC 2.7.1.147: ADP-zavisna glukokinaza
- EC 2.7.1.148: 4-(citidin 5'-difosfo)-2-C-metil--eritritol kinaza
- EC 2.7.1.149: 1-fosfatidilinozitol-5-fosfat 4-kinaza
- EC 2.7.1.150: 1-fosfatidilinozitol-3-fosfat 5-kinaza
- EC 2.7.1.151: inozitol-polifosfat multikinaza
- EC 2.7.1.152: sad EC 2.7.4.21
- EC 2.7.1.153: fosfatidilinozitol-4,5-bisfosfat 3-kinaza
- EC 2.7.1.154: fosfatidilinozitol-4-fosfat 3-kinaza
- EC 2.7.1.155: difosfoinozitol-pentakisfosfat kinaza
- EC 2.7.1.156: adenozilkobinamid kinaza
- EC 2.7.1.157: N-acetilgalaktozamin kinaza
- EC 2.7.1.158: inozitol-pentakisfosfat 2-kinaza
- EC 2.7.1.159: inozitol-1,3,4-trisfosfat 5/6-kinaza
- EC 2.7.1.160: 2'-fosfotransferaza
- EC 2.7.1.161: CTP-zavisna riboflavin kinaza
- EC 2.7.1.162: N-acetilheksozamin 1-kinaza
- EC 2.7.1.163: higromicin B 4-O-kinaza
- EC 2.7.1.164: O-fosfoseril-tRNKSec kinaza
- EC 2.7.1.165: glicerat 2-kinaza
- EC 2.7.1.166: 3-dezoksi-D-mano-oktulozonska kiselina kinaza
- EC 2.7.1.167: D-glicero-beta-D-mano-heptoza-7-fosfat kinaza
- EC 2.7.1.168: D-glicero-alfa-D-mano-heptoza-7-fosfat kinaza
- EC 2.7.1.169: pantoat kinaza
- EC 2.7.1.170: anhidro-N-acetilmuraminska kiselina kinaza
- EC 2.7.1.171: protein-fruktozamin 3-kinaza
- EC 2.7.1.172: protein-ribulozamin 3-kinaza
- EC 2.7.1.173: nikotinat ribozid kinaza
- EC 2.7.1.174: diacilglicerol kinaza (CTP zavisni)
- EC 2.7.1.175: maltokinaza
- EC 2.7.1.176: UDP-N-acetilglukozamin kinaza
- EC 2.7.1.177: L-treonin kinaza

### EC 2.7.2: Fosfotransferaze sa karboksi grupom kao akceptorom
- EC 2.7.2.1: acetat kinaza
- EC 2.7.2.2: karbamat kinaza
- EC 2.7.2.3: fosfoglicerat kinaza
- EC 2.7.2.4: aspartat kinaza
- EC 2.7.2.5: sad EC 6.3.4.16
- EC 2.7.2.6: format kinaza
- EC 2.7.2.7: butirat kinaza
- EC 2.7.2.8: acetilglutamat kinaza
- EC 2.7.2.9: sad EC 6.3.5.5
- EC 2.7.2.10: fosfoglicerat kinaza (GTP)
- EC 2.7.2.11: glutamat 5-kinaza
- EC 2.7.2.12: acetat kinaza (difosfat)
- EC 2.7.2.13: glutamat 1-kinaza
- EC 2.7.2.14: kinaza masne kiseline razranatog lanca
- EC 2.7.2.15: propionat kinaza

### EC 2.7.3: Fosfotransferaze sa azotnom grupom kao akceptorom
- EC 2.7.3.1: guanidinoacetat kinaza
- EC 2.7.3.2: kreatin kinaza
- EC 2.7.3.3: arginin kinaza
- EC 2.7.3.4: taurocijamin kinaza
- EC 2.7.3.5: lombricin kinaza
- EC 2.7.3.6: hipotaurocijamin kinaza
- EC 2.7.3.7: ofelin kinaza
- EC 2.7.3.8: amonijačna kinaza
- EC 2.7.3.9: fosfoenolpiruvat-protein fosfotransferaza
- EC 2.7.3.10: agmatin kinaza
- EC 2.7.3.11: sad EC 2.7.13.1
- EC 2.7.3.12: sad EC 2.7.13.2

### EC 2.7.4: Fosfotransferaze sa fosfatnom grupom kao akceptorom
- EC 2.7.4.1: polifosfat kinaza
- EC 2.7.4.2: fosfomevalonat kinaza
- EC 2.7.4.3: adenilat kinaza
- EC 2.7.4.4: nukleozid-fosfat kinaza
- EC 2.7.4.5: obrisano, uključeno u EC 2.7.4.14
- EC 2.7.4.6: nukleozid-difosfat kinaza
- EC 2.7.4.7: fosfometilpirimidin kinaza
- EC 2.7.4.8: guanilat kinaza
- EC 2.7.4.9: dTMP kinaza
- EC 2.7.4.10: nukleozid-trifosfat-adenilat kinaza
- EC 2.7.4.11: (dezoksi)adenilat kinaza
- EC 2.7.4.12: T2-indukovana dezoksinukleotid kinaza
- EC 2.7.4.13: (dezoksi)nukleozid-fosfat kinaza
- EC 2.7.4.14: citidilat kinaza
- EC 2.7.4.15: tiamin-difosfat kinaza
- EC 2.7.4.16: tiamin-fosfat kinaza
- EC 2.7.4.17: 3-fosfogliceroil-fosfat—polifosfat fosfotransferaza
- EC 2.7.4.18: farnezil-difosfat kinaza
- EC 2.7.4.19: 5-metildezoksicitidin-5'-fosfat kinaza
- EC 2.7.4.20: dolihil-difosfat—polifosfat fosfotransferaza
- EC 2.7.4.21: inozitol-heksakisfosfat kinaza
- EC 2.7.4.22: UMP kinaza
- EC 2.7.4.23: riboza 1,5-bisfosfat fosfokinaza
- EC 2.7.4.24: difosfoinozitol-pentakisfosfat kinaza
- EC 2.7.4.25: (d)CMP kinaza
- EC 2.7.4.26: izopentenil fosfat kinaza
- EC 2.7.4.27: (piruvat, fosfat dikinaza)-fosfat fosfotransferaza
- EC 2.7.4.28: (piruvat, voda dikinaza)-fosfat fosfotransferaza

### EC 2.7.5: Fosfotransferaze sa regeneracijom donora
- EC 2.7.5.1: sad EC 5.4.2.2
- EC 2.7.5.2: sad EC 5.4.2.3
- EC 2.7.5.3: sad EC 5.4.2.1
- EC 2.7.5.4: sad EC 5.4.2.4
- EC 2.7.5.5: sad EC 5.4.2.5
- EC 2.7.5.6: sad EC 5.4.2.7
- EC 2.7.5.7: sad EC 5.4.2.8

### EC 2.7.6: Difosfotransferaze
- EC 2.7.6.1: riboza-fosfat difosfokinaza
- EC 2.7.6.2: tiamin difosfokinaza
- EC 2.7.6.3: 2-amino-4-hidroksi-6-hidroksimetildihidropteridin difosfokinaza
- EC 2.7.6.4: nukleotid difosfokinaza
- EC 2.7.6.5: GTP difosfokinaza

### EC 2.7.7:Nukleotidiltransferaze
- EC 2.7.7.1: nikotinamid-nukleotid adenililtransferaza
- EC 2.7.7.2: FMN adenililtransferaza
- EC 2.7.7.3: pantetein-fosfat adenililtransferaza
- EC 2.7.7.4: sulfat adenililtransferaza
- EC 2.7.7.5: sulfat adenililtransferaza (ADP)
- EC 2.7.7.6: DNK-usmerena RNK polimerase
- EC 2.7.7.7: DNK-usmerena DNK polimerase
- EC 2.7.7.8: poliribonukleotid nukleotidiltransferaza
- EC 2.7.7.9: glukoza-1-fosfat uridililtransferaza
- EC 2.7.7.10: UTP-heksoza-1-fosfat_uridililtransferaza
- EC 2.7.7.11: UTP-ksiloza-1-fosfat uridililtransferaza
- EC 2.7.7.12: galaktoza-1-fosfat uridililtransferaza
- EC 2.7.7.13: manoza-1-fosfat guanililtransferaza
- EC 2.7.7.14: etanolamin-fosfat citidililtransferaza
- EC 2.7.7.15: holin-fosfat citidililtransferaza
- EC 2.7.7.16: sad EC 3.1.27.5
- EC 2.7.7.17: sad EC 3.1.27.1
- EC 2.7.7.18: nikotinat-nukleotid adenililtransferaza
- EC 2.7.7.19: polinukleotid adenililtransferaza
- EC 2.7.7.20: obrisano
- EC 2.7.7.21: Sad EC 2.7.7.72.
- EC 2.7.7.22: manoza-1-fosfat guanililtransferaza (GDP)
- EC 2.7.7.23: UDP-N-acetilglukozamin difosforilaza
- EC 2.7.7.24: glukoza-1-fosfat timidililtransferaza
- EC 2.7.7.25: Sad EC 2.7.7.72
- EC 2.7.7.26: sad EC 3.1.27.3
- EC 2.7.7.27: glukoza-1-fosfat adenililtransferaza
- EC 2.7.7.28: nukleozid-trifosfat-heksoza-1-fosfat nukleotidiltransferaza
- EC 2.7.7.29: identično sa EC 2.7.7.28
- EC 2.7.7.30: fukoza-1-fosfat guanililtransferaza
- EC 2.7.7.31: DNK nukleotidileksotransferaza
- EC 2.7.7.32: galaktoza-1-fosfat timidililtransferaza
- EC 2.7.7.33: glukoza-1-fosfat citidililtransferaza
- EC 2.7.7.34: glukoza-1-fosfat guanililtransferaza
- EC 2.7.7.35: riboza-5-fosfat adenililtransferaza
- EC 2.7.7.36: aldoza-1-fosfat adenililtransferaza
- EC 2.7.7.37: aldoza-1-fosfat nukleotidiltransferaza
- EC 2.7.7.38: 3-dezoksi-mano-oktulozonat citidililtransferaza
- EC 2.7.7.39: glicerol-3-fosfat citidililtransferaza
- EC 2.7.7.40: -ribitol-5-fosfat citidililtransferaza
- EC 2.7.7.41: fosfatidat citidililtransferaza
- EC 2.7.7.42: (glutamat—amonijak-ligaza) adenililtransferaza
- EC 2.7.7.43: -acilneuraminat citidililtransferaza
- EC 2.7.7.44: glukuronat-1-fosfat uridililtransferaza
- EC 2.7.7.45: guanozin-trifosfat guanililtransferaza
- EC 2.7.7.46: gentamicin 2"-nukleotidiltransferaza
- EC 2.7.7.47: streptomicin 3"-adenililtransferaza
- EC 2.7.7.48: RNK-usmerena RNK polimeraza
- EC 2.7.7.49: RNK-usmerena DNK polimeraza
- EC 2.7.7.50: IRNK guanililtransferaza
- EC 2.7.7.51: adenilil-sulfat—amonijak adenililtransferaza
- EC 2.7.7.52: RNK uridililtransferaza
- EC 2.7.7.53: ATP adenililtransferaza
- EC 2.7.7.54: fenilalanin adenililtransferaza
- EC 2.7.7.55: antranilat adenililtransferaza
- EC 2.7.7.56: tRNK nukleotidiltransferaza
- EC 2.7.7.57: N-metilfosfoetanolamin citidililtransferaza
- EC 2.7.7.58: (2,3-dihidroksibenzoil)adenilat sintaza
- EC 2.7.7.59: (protein-PII) uridililtransferaza
- EC 2.7.7.60: 2--metil--eritritol 4-fosfat citidililtransferaza
- EC 2.7.7.61: holo-ACP sintaza
- EC 2.7.7.62: adenozilkobinamid-fosfat guanililtransferaza
- EC 2.7.7.63: lipoat---protein ligaza
- EC 2.7.7.64: UTP-monosaharid-1-fosfat uridililtransferaza
- EC 2.7.7.65: diguanilat ciklaza
- EC 2.7.7.66: malonat dekarboksilaza holo-(acil-nosilac protein) sintaza
- EC 2.7.7.67: CDP-arheol sintaza
- EC 2.7.7.68: 2-fosfo-L-laktat guanililtransferaza
- EC 2.7.7.69: GDP-L-galaktoza fosforilaza
- EC 2.7.7.70: D-glicero-beta-D-mano-heptoza 1-fosfat adenililtransferaza
- EC 2.7.7.71: D-glicero-alfa-D-mano-heptoza 1-fosfat guanililtransferaza
- EC 2.7.7.72: CCA tRNK nukleotidiltransferaza
- EC 2.7.7.73: sumpor nosilac protein ThiS adenililtransferaza
- EC 2.7.7.74: 1L-mio-inozitol 1-fosfat citidililtransferaza
- EC 2.7.7.75: molibdopterin adenililtransferaza
- EC 2.7.7.76: molibdenum kofaktor citidililtransferaza
- EC 2.7.7.77: molibdenum kofaktor guanililtransferaza
- EC 2.7.7.78: GDP-D-glukoza fosforilaza
- EC 2.7.7.79: tRNKHis guanililtransferaza
- EC 2.7.7.80: molibdopterin-sintaza adenililtransferaza
- EC 2.7.7.81: pseudaminska kiselina citidililtransferaza
- EC 2.7.7.82: CMP-N,N'-diacetillegionaminska kiselina sintaza
- EC 2.7.7.83: UDP-N-acetilgalaktozamin difosforilaza

### EC 2.7.8: Transferaze za druge supstituisane fosfatne grupe
- EC 2.7.8.1: diacilglicerol etanolaminfosfotransferaza
- EC 2.7.8.2: diacilglicerol holinfosfotransferaza
- EC 2.7.8.3: keramid holinfosfotransferaza
- EC 2.7.8.4: serin etanolaminfosfotransferaza
- EC 2.7.8.5: CDP-diacilglicerol—glicerol-3-fosfat 3-fosfatidiltransferaza
- EC 2.7.8.6: undekaprenil-fosfat galaktoza fosfotransferaza
- EC 2.7.8.7: holo-(acil-nosilac-protein) sintaza
- EC 2.7.8.8: CDP-diacilglicerol—serin O-fosfatidiltransferaza
- EC 2.7.8.9: fosfomanan manozafosfotransferaza
- EC 2.7.8.10: sfingozin holinfosfotransferaza
- EC 2.7.8.11: CDP-diacilglicerol—inozitol 3-fosfatidiltransferaza
- EC 2.7.8.12: CDP-glicerol glicerofosfotransferaza
- EC 2.7.8.13: fosfo-N-acetilmuramoil-pentapeptid-transferaza
- EC 2.7.8.14: CDP-ribitol ribitolfosfotransferaza
- EC 2.7.8.15: UDP--acetilglukozamin—dolihil-fosfat -acetilglukozaminfosfotransferaza
- EC 2.7.8.16: obrisano, uključeno u EC 2.7.8.2
- EC 2.7.8.17: UDP--acetilglukozamin—lizozomalni-enzim N-acetilglukozaminfosfotransferaza
- EC 2.7.8.18: UDP-galaktoza—UDP-N-acetilglukozamin galaktoza fosfotransferaza
- EC 2.7.8.19: UDP-glukoza—glikoprotein glukoza fosfotransferaza
- EC 2.7.8.20: fosfatidilglicerol—membranski-oligosaharid glicerofosfotransferaza
- EC 2.7.8.21: membranski-oligosaharid glicerofosfotransferaza
- EC 2.7.8.22: 1-alkenil-2-acilglicerol holin fosfotransferaza
- EC 2.7.8.23: karboksivinil-karboksifosfonat fosforilmutaza
- EC 2.7.8.24: CDP-diacilglicerol—holin O-fosfatidiltransferaza
- EC 2.7.8.25: trifosforibozil-defosfo-KoA sintaza
- EC 2.7.8.26: adenozilkobinamid-GDP ribazoltransferaza
- EC 2.7.8.27: sfingomijelin sintaza
- EC 2.7.8.28: 2-fosfo-L-laktat transferaza
- EC 2.7.8.29: L-serin-fosfatidiletanolamin fosfatidiltransferaza
- EC 2.7.8.30: undekaprenil-fosfat 4-dezoksi-4-formamido-L-arabinoza transferaza
- EC 2.7.8.31: undekaprenil-fosfat glukoza fosfotransferaza
- EC 2.7.8.32: 3-O-alfa-D-manopiranozil-alfa-D-manopiranoza ksilozilfosfotransferaza
- EC 2.7.8.33: UDP-N-acetilglukozamin---undekaprenil-fosfat N-acetilglukozaminfosfotransferaza
- EC 2.7.8.34: CDP-L-mio-inozitol mio-inozitolfosfotransferaza
- EC 2.7.8.35: UDP-N-acetilglukozamin---dekaprenil-fosfat N-acetilglukozaminfosfotransferaza
- EC 2.7.8.36: undekaprenil fosfat N,N'-diacetilbacillosamin 1-fosfat transferaza
- EC 2.7.8.37: alfa-D-riboza 1-metilfosfonat 5-trifosfat sintaza

### EC 2.7.9: Fosfotransferaze sa sparenim akceptorima (dikinaze)
- EC 2.7.9.1: piruvat, fosfat dikinaza
- EC 2.7.9.2: piruvat, voda dikinaza
- EC 2.7.9.3: selenid, voda dikinaza
- EC 2.7.9.4: a-glukan, voda dikinaza
- EC 2.7.9.5: fosfoglukan, voda dikinaza

### EC 2.7.10:Protein-tirozin kinaze
- EC 2.7.10.1: receptor tirozinska kinaza
- EC 2.7.10.2: nereceptorska tirozinska kinaza

### EC 2.7.11:Serin/treonin-specifične proteinske kinaze
- EC 2.7.11.1: serin/treonin-specifična proteinska kinaza
- EC 2.7.11.2: (piruvat dehidrogenaza (acetil-transfer)) kinaza
- EC 2.7.11.3: defosfo-(reduktaza kinaza) kinaza
- EC 2.7.11.4: (3-metil-2-oksobutanoat dehidrogenaza (acetil-transfer)) kinaza
- EC 2.7.11.5: (izocitrat dehidrogenaza (NADP+)) kinaza
- EC 2.7.11.6: (tirozin 3-monooksigenaza) kinaza
- EC 2.7.11.7: kinaza teškog lanca miozina
- EC 2.7.11.8: Fas-aktivirana serin/treonin kinaza
- EC 2.7.11.9: kinaza proteina koji vezuje gudpasčer antigen
- EC 2.7.11.10: IkB kinaza
- EC 2.7.11.11: cAMP-zavisna proteinska kinaza
- EC 2.7.11.12: cGMP-zavisna proteinska kinaza
- EC 2.7.11.13: proteinska kinaza C
- EC 2.7.11.14: rodopsinska kinaza
- EC 2.7.11.15: b-adrenergički-receptor kinaza
- EC 2.7.11.16: G protein spregnuti receptor kinaza
- EC 2.7.11.17: 2+/kalmodulin-zavisna proteinska kinaza
- EC 2.7.11.18: miozin laki lanac kinaza
- EC 2.7.11.19: fosforilaza kinaza
- EC 2.7.11.20: elongacioni faktor 2 kinaza
- EC 2.7.11.21: polo kinaza
- EC 2.7.11.22: ciklin-zavisna kinaza
- EC 2.7.11.23: (RNK-polimeraza)-podjedinica kinaza
- EC 2.7.11.24: mitogenom aktivirana proteinska kinaza
- EC 2.7.11.25: mitogenom aktivirana proteinska kinaza kinaza kinaza
- EC 2.7.11.26: tau-protein kinaza
- EC 2.7.11.27: (acetil-KoA karboksilaza) kinaza
- EC 2.7.11.28: tropomiozinska kinaza
- EC 2.7.11.29: kinaza receptora za lipoprotein niske gustine
- EC 2.7.11.30: serin/treoninska kinaza receptorskog proteina
- EC 2.7.11.31: kinaza hidroksimetilglutaril-KoA reduktaze NADPH
- EC 2.7.11.32: (piruvat, fosfat dikinaza) kinaza
- EC 2.7.11.33: (piruvat, voda dikinaza) kinaza

### EC 2.7.12: Kinaze dualne specifičnosti (deluju na Ser/Thr i Tyr ostacima)
- EC 2.7.12.1: dualno specifična kinaza
- EC 2.7.12.2: mitogenom-aktivirana proteinska kinaza kinaza

### EC 2.7.13: Proteinske histidinske kinaze
- EC 2.7.13.1: protein-histidin pros-kinaza
- EC 2.7.13.2: protein-histidin tele-kinaza
- EC 2.7.13.3: histidinska kinaza

### EC 2.7.99: Druge proteinske kinaze
- EC 2.7.99.1: trifosfat-protein fosfotransferaza

## EC 2.8: Transfer grupa koje sadrže sumpor

### EC 2.8.1: Sumportransferaze
- EC 2.8.1.1: tiosulfat sumportransferaza
- EC 2.8.1.2: 3-merkaptopiruvat sumportransferaza
- EC 2.8.1.3: tiosulfat—tiol sumportransferaza
- EC 2.8.1.4: tRNK sumportransferaza
- EC 2.8.1.5: tiosulfat—ditiol sumportransferaza
- EC 2.8.1.6: biotin sintaza
- EC 2.8.1.7: cistein desumporaza
- EC 2.8.1.8: lipoil sintaza
- EC 2.8.1.9: molibden kofaktor sumportransferaza
- EC 2.8.1.10: tiazol sintaza
- EC 2.8.1.11: molibdopterin sintaza sumportransferaza
- EC 2.8.1.12: molibdopterin sintaza

### EC 2.8.2: Sulfotransferaze
- EC 2.8.2.1: aril sulfotransferaza
- EC 2.8.2.2: alkohol sulfotransferaza
- EC 2.8.2.3: amin sulfotransferaza
- EC 2.8.2.4: estron sulfotransferaza
- EC 2.8.2.5: hondroitin 4-sulfotransferaza
- EC 2.8.2.6: holin sulfotransferaza
- EC 2.8.2.7: UDP--acetilgalaktosamin-4-sulfat sulfotransferaza
- EC 2.8.2.8: (heparan sulfat)-glukozamin N-sulfotransferaza
- EC 2.8.2.9: tirozin-estar sulfotransferaza
- EC 2.8.2.10: Renila-luciferin sulfotransferaza
- EC 2.8.2.11: galaktozilkeramid sulfotransferaza
- EC 2.8.2.12: obrisano, identično sa EC 2.8.2.8
- EC 2.8.2.13: psihozin sulfotransferaza
- EC 2.8.2.14: žučna so sulfotransferaza
- EC 2.8.2.15: steroid sulfotransferaza
- EC 2.8.2.16: tiol sulfotransferaza
- EC 2.8.2.17: hondroitin 6-sulfotransferaza
- EC 2.8.2.18: kortisol sulfotransferaza
- EC 2.8.2.19: triglukozilalkilacilglicerol sulfotransferaza
- EC 2.8.2.20: protein-tirozin sulfotransferaza
- EC 2.8.2.21: keratan sulfotransferaza
- EC 2.8.2.22: aril-sulfat sulfotransferaza
- EC 2.8.2.23: (heparan sulfat)-glukozamin 3-sulfotransferaza 1
- EC 2.8.2.24: desulfoglukozinolat sulfotransferaza
- EC 2.8.2.25: flavonol 3-sulfotransferaza
- EC 2.8.2.26: kvercetin-3-sulfat 3'-sulfotransferaza
- EC 2.8.2.27: kvercetin-3-sulfat 4'-sulfotransferaza
- EC 2.8.2.28: kvercetin-3,3'-bissulfat 7-sulfotransferaza
- EC 2.8.2.29: (heparan sulfat)-glukozamin 3-sulfotransferaza 2
- EC 2.8.2.30: (heparan sulfat)-glukozamin 3-sulfotransferaza 3
- EC 2.8.2.31: petromizonol sulfotransferaza
- EC 2.8.2.32: skimnol sulfotransferaza
- EC 2.8.2.33: -acetilgalaktosamin 4-sulfat 6-O-sulfotransferaza
- EC 2.8.2.34: glikohenodezoksiholat sulfotransferaza
- EC 2.8.2.35: dermatan 4-sulfotransferaza

### EC 2.8.3: KoA-transferaze
- EC 2.8.3.1: propionat KoA-transferaza
- EC 2.8.3.2: oksalat KoA-transferaza
- EC 2.8.3.3: malonat KoA-transferaza
- EC 2.8.3.4: obrisano
- EC 2.8.3.5: 3-oksokiselina KoA-transferaza
- EC 2.8.3.6: 3-oksoadipat KoA-transferaza
- EC 2.8.3.7: sukcinat—citramalat KoA-transferaza
- EC 2.8.3.8: acetat KoA-transferaza
- EC 2.8.3.9: butirat—acetoacetat KoA-transferaza
- EC 2.8.3.10: citrat KoA-transferaza
- EC 2.8.3.11: citramalat KoA-transferaza
- EC 2.8.3.12: glutakonat KoA-transferaza
- EC 2.8.3.13: sukcinat—hidroksimetilglutarat KoA-transferaza
- EC 2.8.3.14: 5-hidroksipentanoat KoA-transferaza
- EC 2.8.3.15: sukcinil-KoA:(R)-benzilsukcinat KoA-transferaza
- EC 2.8.3.16: formil-KoA transferaza
- EC 2.8.3.17: cinamoil-KoA:fenillaktat KoA-transferaza

### EC 2.8.4: Transfer alkiltio grupa
- EC 2.8.4.1: koenzim-B sulfoetiltiotransferaza
- EC 2.8.4.2: arsenat-mikotiol transferaza

## EC 2.9: Transfer grupa koje sadrže selen

### EC 2.9.1: Selenotransferaze
- EC 2.9.1.1: L-seril-tRNKSec selen transferaza
- EC 2.9.1.2: O-fosfo-L-seril-tRNKSec:L-selenocisteinil-tRNK sintaza

## EC 2.10: Transfer grupa sa molibdenom ili volframom

### EC 2.10.1: Molibdentransferaze ili volframtransferaze sa sulfidnim groupama kao aceptorima
- EC 2.10.1.1: Molibdopterin molibdotransferaza

## Literatura
- Nicholas C. Price; Lewis Stevens (1999). Fundamentals of Enzymology: The Cell and Molecular Biology of Catalytic Proteins (Third изд.). USA: Oxford University Press. ISBN 019850229X.
- Eric J. Toone (2006). Advances in Enzymology and Related Areas of Molecular Biology, Protein Evolution (Volume 75 изд.). Wiley-Interscience. ISBN 0471205036.
- Branden C; Tooze J. Introduction to Protein Structure. New York, NY: Garland Publishing. ISBN 0-8153-2305-0.
- Irwin H. Segel. Enzyme Kinetics: Behavior and Analysis of Rapid Equilibrium and Steady-State Enzyme Systems (Book 44 изд.). Wiley Classics Library. ISBN 0471303097.
- William P. Jencks (1987). Catalysis in Chemistry and Enzymology. Dover Publications. ISBN 0486654605.